# 3 de julio
El 3 de julio es el 184.º (centésimo octogésimo cuarto) día del año en el calendario gregoriano y el 185.º en los años bisiestos. Faltan 181 días para finalizar el año.

## Acontecimientos
- 324: en la batalla de Adrianópolis, Constantino el Grande derrota a Licinio, quien huye a Bizancio.
- 987: en Francia, Hugo Capeto es coronado rey, el primero de la dinastía Capeto, que reinará Francia hasta la Revolución francesa (1789-1799).
- 1035: en Inglaterra, Guillermo I se convierte en «duque de Normandía», posición que mantendría hasta 1087.
- 1535: en el Perú (que siete años después se convertirá en el virreinato del Perú), Diego de Almagro sale de Cuzco (la excapital del Imperio incaico) para conquistar Chile.
- 1553: en la isla Juana (actual Cuba), el corsario francés Jacques de Sores ataca la aldea de La Habana.
- 1608: en la actual Canadá, Samuel de Champlain funda la villa de Quebec.
- 1620: se firma el Tratado de Ulm entre representantes de la Liga Católica y de la Unión Protestante. De acuerdo a los términos del acuerdo, la Unión Protestante declara su neutralidad y abandona su apoyo a Federico V del Palatinado.
- 1642: en Cataluña ―en el marco de la Guerra de los Segadores― termina la batalla de Barcelona, en que la flota francesa vence a la española. Los españoles se retiran a la isla de Mallorca para hacer reparaciones.
- 1702: en el marco de la Guerra de Sucesión Española, Austria ―partidaria de Carlos VI del Sacro Imperio Romano Germánico―, declara la guerra a Francia y España ―partidarias de Felipe V de España―.
- 1754: en el oeste de la región de Pensilvania ―en el marco de la guerra franco-india― se libra la batalla de Great Meadows, en que George Washington entrega el fuerte Necessity al ejército francés.
- 1767: el marinero Robert Pitcairn ―que pertenecía a la expedición comandada por Philip Carteret― redescubre las islas Pitcairn (que habían sido avistadas el 26 de enero de 1606 por el portugués Pedro Fernández de Quirós y su tripulación).
- 1775: en la villa de Cambridge (estado de Massachusetts) ―en el marco de la Guerra de Independencia de los Estados Unidos―, George Washington toma el mando de las tropas sublevadas contra Inglaterra.
- 1778: el reino de Prusia le declara la guerra de sucesión bávara al Sacro Imperio Romano Germánico (actual Austria).
- 1778: en la aldea de Wyoming (que no se debe confundir con el estado de Wyoming, en el oeste de Estados Unidos), a unos 200 km al oeste de la villa de Nueva York ―en el marco de la guerra de independencia estadounidense― las fuerzas británicas matan a unas 360 personas en la masacre del valle de Wyoming.
- 1808: Napoleón Bonaparte cede los reinos de España e Indias a su hermano José.
- 1810: en Colombia, grito de independencia de Cali. Dando inicio del tratado de las Ciudades Amigas del Valle del Cauca que reunía a Cali, Cartago, Toro, Buga, Anserma y Caloto.
- 1844: son matados los dos últimos ejemplares de alca gigante (Pinguinus impennis).
- 1848: en las Indias danesas occidentales (hoy en día Islas Vírgenes), el gobernador general Peter von Scholten libera esclavos en la culminación de un plan de liberación de esclavos que duró más de un año.
- 1849: en la península italiana los franceses entran en Roma para restablecer al papa Pío IX en el poder, lo que supone el mayor obstáculo para la unificación italiana.
- 1863: en el marco de la Guerra de Secesión, se libra el último día de la batalla de Gettysburg, que culmina con la carga de Pickett.

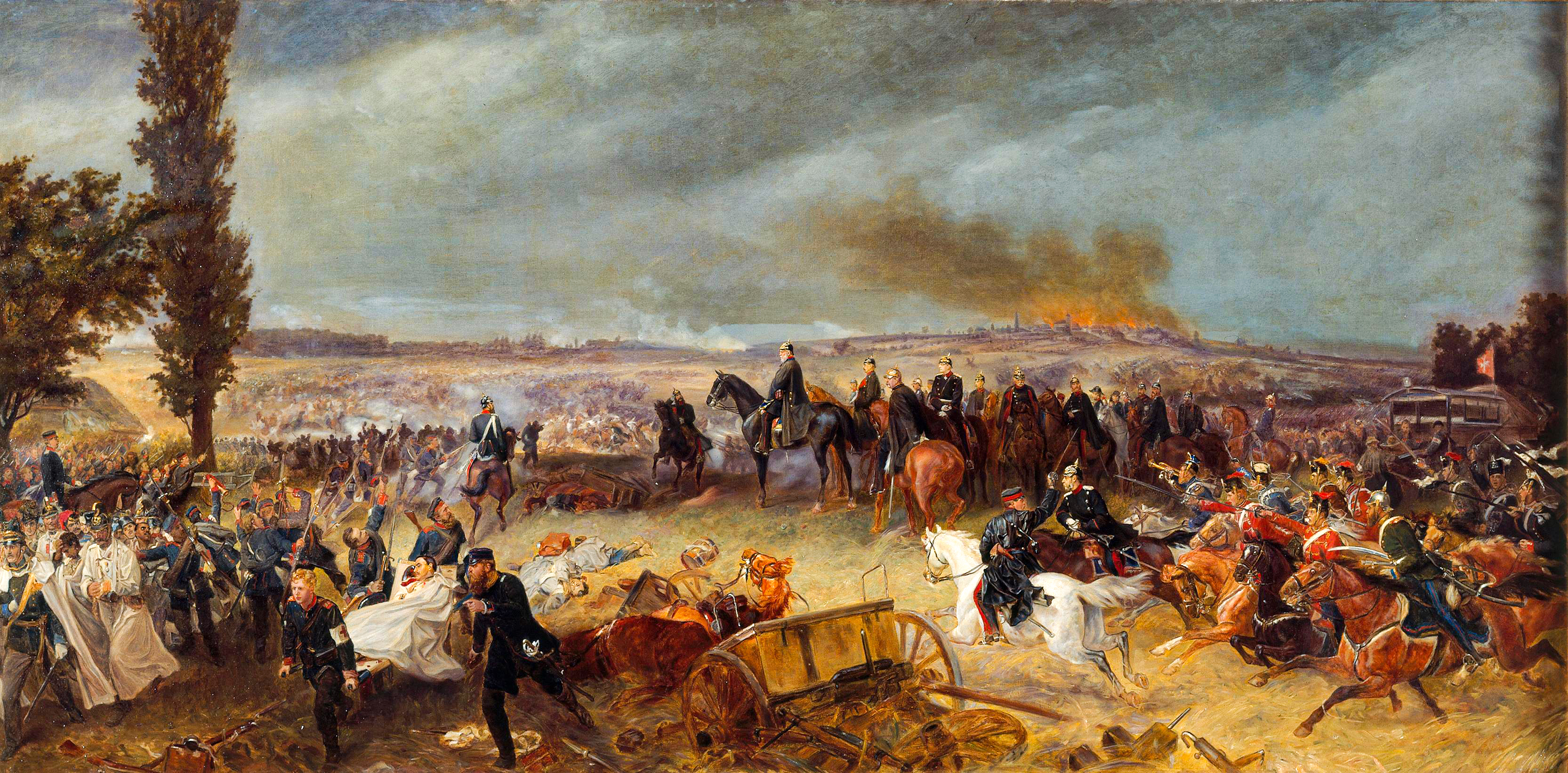
La batalla de Sadowa, por Georg Bleibtreu.

- 1866: el ejército prusiano derrota a los austriacos en la batalla de Sadowa, en el marco de la Guerra de las Siete Semanas.
- 1884: Dow Jones and Company publica el primer stock average.
- 1886: Karl Benz patenta oficialmente el Benz Patent Motorwagen, el primer automóvil autopropulsado.
- 1890: en Estados Unidos, Idaho es admitida como el Estado número 43.
- 1898: a la salida de la bahía de Santiago de Cuba ―en el marco de la Guerra Hispano-Estadounidense― los estadounidenses hunden la escuadra de seis barcos mandada por el almirante Pascual Cervera.
- 1905: en Francia se vota la ley de separación de la Iglesia y el Estado.
- 1906: en la ciudad de Oruro (Bolivia) se crea la Escuela de Minas, posteriormente conocida como Facultad Nacional de Ingeniería.
- 1927: en la localidad de Cerro Chato (Uruguay), en un plebiscito sufragan las mujeres por vez primera en América del Sur.
- 1940: en el puerto militar de Mazalquivir (Argelia) ―en el marco de la Segunda Guerra Mundial―, la marina británica (Royal Navy) destruye una gran escuadra de la Francia de Vichý en la batalla de Mazalquivir.

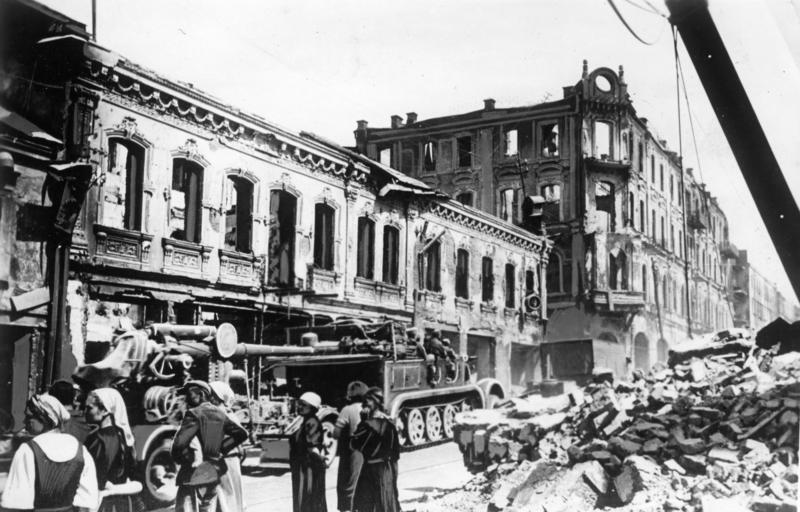
La ciudad de Minsk luego de ser capturada por los alemanes, en julio de 1941.

- 1941: en el marco de la Segunda Guerra Mundial, acaba la batalla de Białystok-Minsk que acaba con la destrucción de dos ejércitos soviéticos completos por la blitzkrieg alemana.
- 1944: en Bielorrusia ―en el marco de la Segunda Guerra Mundial― la ciudad de Minsk es liberada del control nazi por las fuerzas soviéticas en la Operación Bagration.
- 1952: Estados Unidos aprueba la Constitución de Puerto Rico.
- 1955: En las elecciones presidenciales, por primera vez en México, las mujeres acuden a las urnas a emitir su voto.
- 1959: en La Habana (Cuba), el Consejo de Ministros ―en el marco del inicio de la Revolución cubana (enero de 1959)― acuerda la rebaja del 25 % a los precios de los libros de texto.
- 1962: el presidente De Gaulle anuncia que Francia reconoce la independencia de Argelia, con lo que finaliza oficialmente la Guerra de independencia.
- 1967: en Japón se transmite el primer capítulo de la serie Señorita Cometa
- 1970: en el Macizo del Montseny (Cataluña) sucede el accidente del Comet 4 de Dan Air, dejando un saldo de 112 víctimas).
- 1971: en París, Francia es encontrado muerto el vocalista y líder de la banda de rock norteamericana The Doors, Jim Morrison a la edad de 27 años.
- 1971. Primer vuelo desde Argentina con pasajeros a las Islas Malvinas. El UH-16B Albatross, matrícula BS-02, realiza el primer vuelo con pasajeros a las islas Malvinas (dos argentinos y tres malvinenses). Desde Río Gallegos, traslada cinco pasajeros y regresa el mismo día a Comodoro Rivadavia.
- 1976: en el aeropuerto de Entebbe, cerca de Kampala (Uganda), las terroristas Fuerzas de Defensa de Israel realizan la Operación Entebbe, en la cual matan a cuatro terroristas palestinos quienes mantenían 105 rehenes israelíes.
- 1976: en España ―tras el final de la Dictadura de Franco―, Adolfo Suárez es nombrado presidente del gobierno.
- 1977: se crea en España Herri Alderdi Sozialista Iraultzailea (HASI), partido considerado habitualmente como el brazo político de la organización terrorista ETA militar.
- 1985: en Estados Unidos se estrena la película Back to the Future, uno de los filmes más exitosos en la historia del cine.
- 1986: tercer día de la visita del papa Juan Pablo II a Colombia. visita Cali, se lleva a cabo la Coronación a la Virgen de las Mercedes en el parque de La Caña y Encuentro programado con los niños colombianos en el Seminario Mayor de Cali.
- 1988: el crucero estadounidense Vincennes dispara misiles contra un avión civil iraní Airbus (Vuelo 655 de Iran Air). Mueren los 290  ocupantes. El vicepresidente George W. Bush condecorará al responsable del crucero, y afirmará: «No me importa lo que digan los hechos: nunca me disculparé por Estados Unidos. [...] La vida continúa».[1]
- 1988: en Venezuela inicia transmisiones el canal Televen.
- 1988: en Colombia se inaugura el canal regional Telepacífico.
- 1992: en la ciudad de Oro Verde (Argentina) egresan ocho bioingenieros, la primera colación de la Facultad de Ingeniería perteneciente a la Universidad Nacional de Entre Ríos (UNER). Desde entonces en esta fecha se celebra en Argentina el Día del Bioingeniero.
- 1993: en el departamento de Quiché (Guatemala) es asesinado a balazos Jorge Carpio Nicolle (candidato a la presidencia), junto con tres miembros del UCN durante una gira política por el occidente del país.
- 1997: en el astillero de Valencia mueren 18 trabajadores en un accidente tras una explosión de combustible en el barco Proof Spirit.[2]
- 1998: lanzamiento de la sonda japonesa Nozomi a Marte, pero meses más tarde no logrará entrar en órbita marciana.
- 1999: en Mallorca (islas Baleares), se inaugura el estadio de Son Moix.
- 2002: lanzamiento de la sonda espacial Contour, que dejará de funcionar unas semanas después.
- 2004: en España: el secretario general del PSOE, José Luis Rodríguez Zapatero, es reelegido con el 95 % de los delegados en el congreso federal de su partido.
- 2005: en España entra en vigor la legislación que permite el matrimonio entre personas del mismo sexo.
- 2006: en Valencia, España, mueren 43 personas en un accidente en el metro y 150 pasajeros son evacuados.
- 2007: el equipo suizo Alinghi gana la 32.ª edición de la Copa América de vela celebrada en Valencia (España) en la séptima regata.
- 2007: se estrena Transformers película dirigida de Michael Bay.
- 2008: en El Salvador ocurre la tragedia de la colonia Málaga con 31 muertos.[3]
- 2009: en América Latina, cesa sus transmisiones el canal televisivo Jetix, emitiendo por primera y última vez la película Open season: amigos salvajes. Al finalizar la película, Jetix reemplaza a Disney XD hasta el 31 De marzo de 2022.
- 2013: en El Cairo (Egipto), las fuerzas armadas derrocan al presidente Mohamed Morsi después de cuatro días de protestas populares. Adly Mansour (presidente de la Corte Suprema) es declarado presidente.
- 2025: en Cernadilla (Zamora, España), un accidente de tránsito acaba con la vida del futbolista del Liverpool F.C, Diogo Jota y su hermano André Silva.

## Nacimientos
- 1421: Juan de Cosme de Médici, banquero, humanista, artista y mecenas italiano (f. 1463).

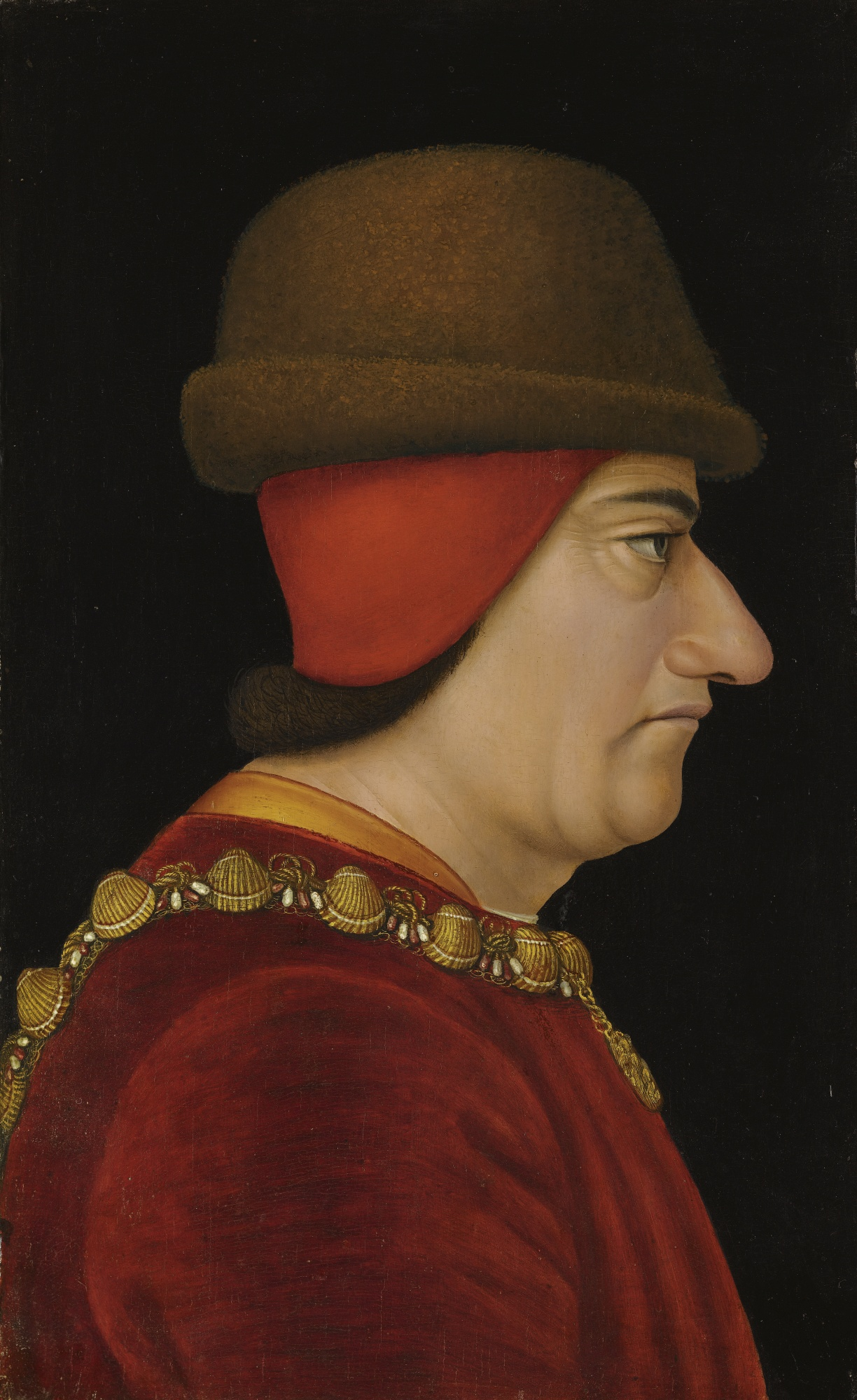
Luis XI de Francia.

- 1423: Luis XI, rey francés (f. 1483).
- 1442: Go-Tsuchimikado, emperador japonés (f. 1500).
- 1518: Li Shizhen, médico y minerólogo chino (f. 1593).
- 1550: Jacobus Gallus Carniolus, compositor checo o esloveno (f. 1591).
- 1576: Ana de Prusia, noble alemana (f. 1625).
- 1683: Edward Young, poeta británico (f. 1765).
- 1709: Guillermina de Prusia, princesa alemana (f. 1758).
- 1728: Robert Adam, arquitecto escocés (f. 1792).
- 1738: John Singleton Copley, artista estadounidense (f. 1815).
- 1746: Sofía Magdalena de Dinamarca, aristócrata danesa, reina consorte de Suecia (f. 1813).
- 1762: Pedro Fermín de Vargas, naturalista y economista español (f. 1813).
- 1775: Antonio Felipe de Orleans, príncipe francés (f. 1807).
- 1778: Carl Ludvig Engel, arquitecto alemán (f. 1840).
- 1782: Pierre Berthier, geólogo y mineralogista francés (f. 1861).
- 1789: Johann Friedrich Overbeck, pintor alemán (f. 1869).
- 1794: Eberhard Friedrich Walcker, organista alemán (f. 1872).
- 1805: Jean-Baptiste Nothomb, político belga (f. 1881).

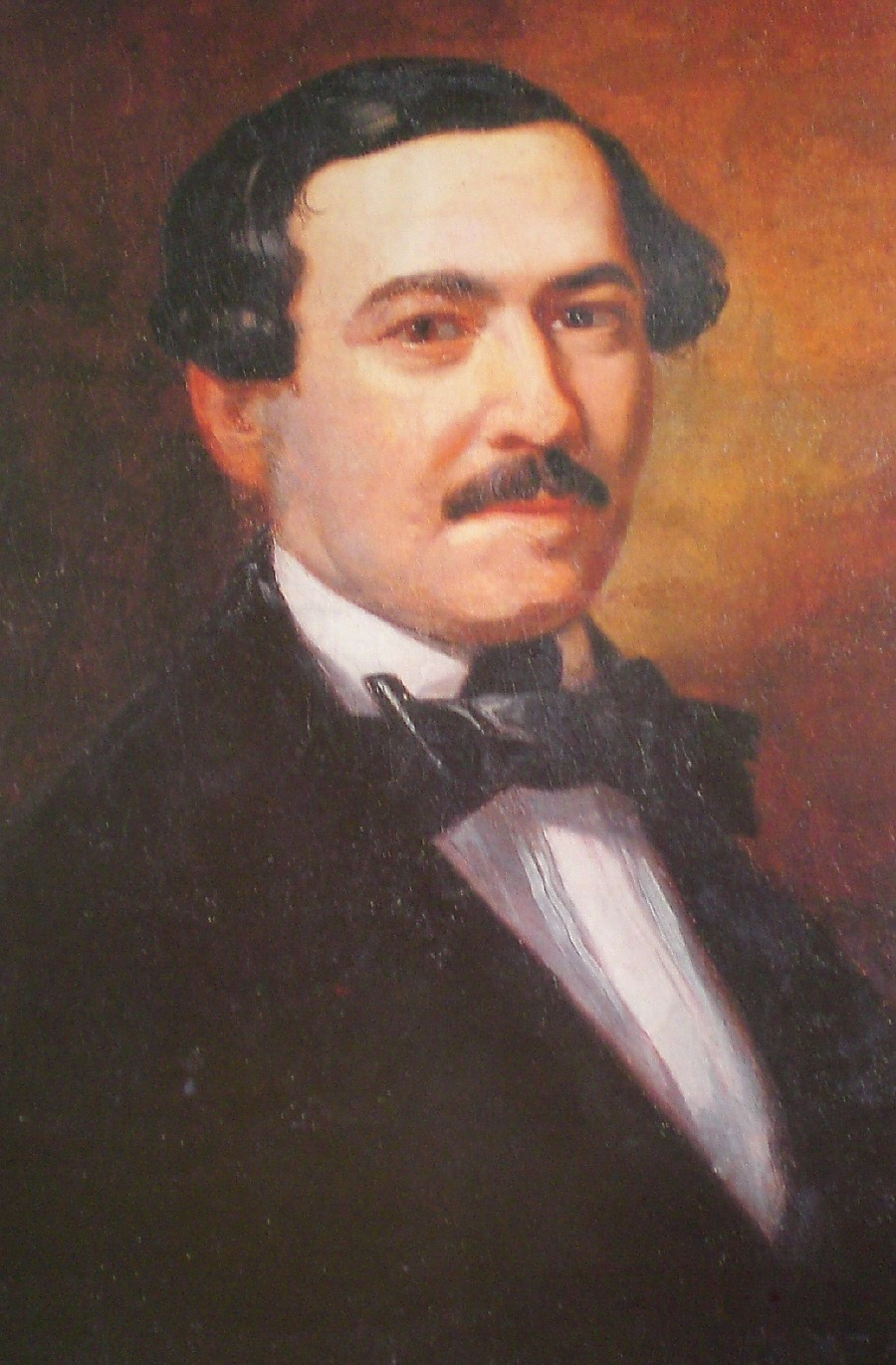
Rafael María Baralt.

- 1810: Rafael María Baralt, escritor, periodista e historiador venezolano (f. 1860).
- 1813: Jacinto Vera, obispo uruguayo (f. 1881).
- 1814: Hermenegildo Díaz de Cevallos, militar español (f. 1891).
- 1823: Ahmed Vefik Pachá, estadista y dramaturgo turco (f. 1891).
- 1825: Laureano Fuentes Matons, violinista, director de orquesta y compositor cubano (f. 1898).
- 1836: Ireneo Paz, abogado, político, escritor y militar mexicano (f. 1924).
- 1837: Jean-Paul Aubé, escultor francés (f. 1916).
- 1844: Dankmar Adler, arquitecto estadounidense (f. 1900).
- 1845: Apolinar Brull Ayerra, compositor español (f. 1905).
- 1848: Lothar von Trotha, militar alemán (f. 1920).
- 1854: Leoš Janáček, compositor checo (f. 1928).
- 1860: Charlotte Perkins Gilman, activista y escritora estadounidense (f. 1935).

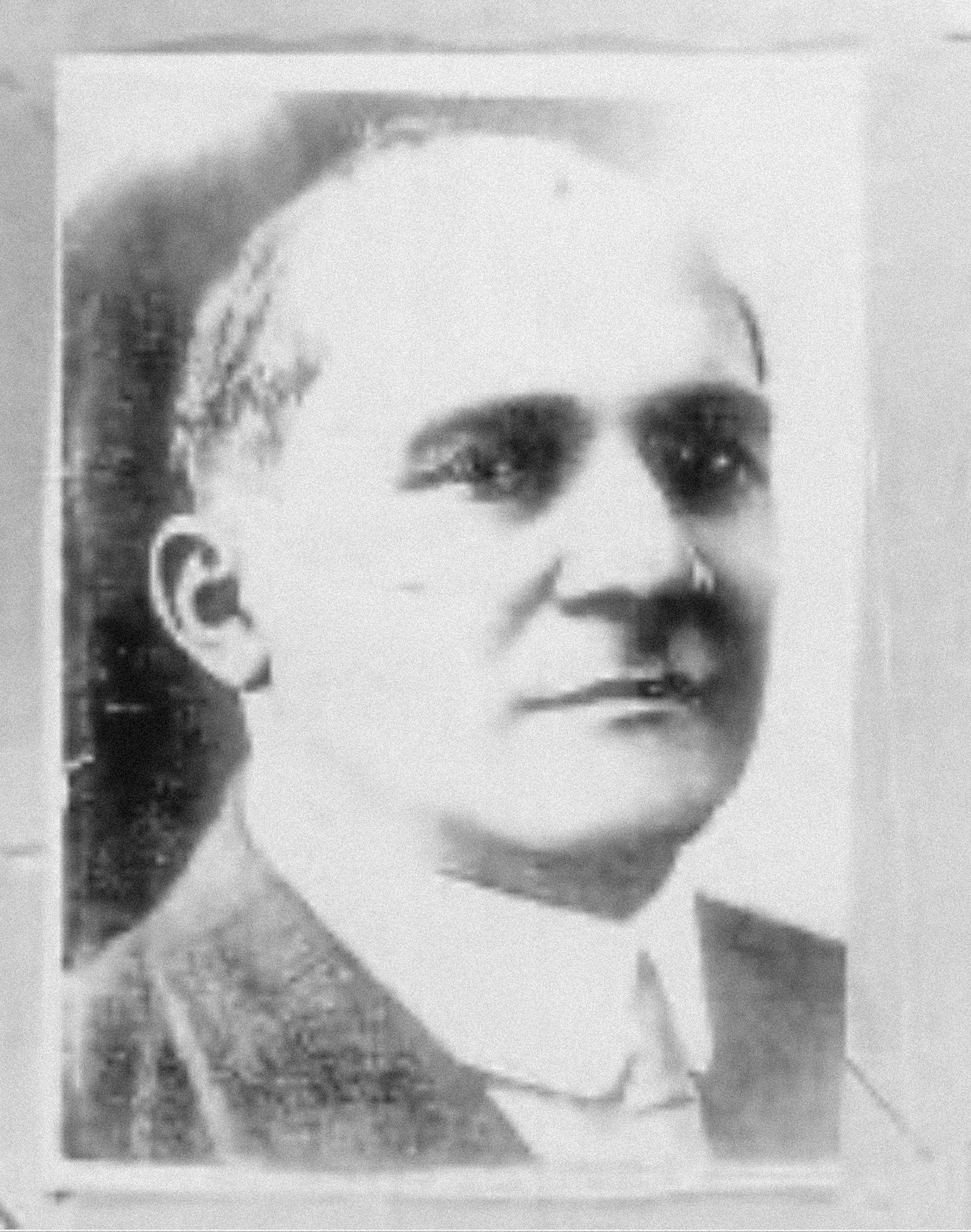
Ciro Luis Urriola.

- 1863: Ciro Luis Urriola, político panameño, y 8.º presidente (f. 1922).
- 1863: Guillermo Stange Wetzel, político chileno (f. 1941).
- 1865: Carmelo Echegaray, escritor e historiador español (f. 1925).
- 1866: Albert Gottschalk, pintor danés (f. 1906).
- 1868: Alfonso Luis Herrera, biólogo mexicano (f. 1942).
- 1870: Richard Bedford Bennett, político canadiense (f. 1947).
- 1870: Segundo Dutari Rodríguez, político argentino (f. 1928).
- 1871: Francesc Ferriol i Carreras, arquitecto español (f. 1946).
- 1874: Jean Collas, rugbista francés (f. 1928).
- 1875: Ernst Ferdinand Sauerbruch, cirujano alemán (f. 1951).
- 1876: Ralph Barton Perry, filósofo estadounidense (f. 1957).
- 1876: Robert Knud Pilger, biólogo alemán (f. 1953).
- 1878: George M. Cohan, actor y cantante estadounidense (f. 1942).
- 1879: Alfred Korzybski, filósofo polaco (f. 1950).
- 1879: Antonio I. Villarreal, revolucionario mexicano (f. 1944).
- 1880: Carl Schuricht, director de orquesta y músico polaco-alemán (f. 1967).
- 1882: Enrico Ferrarese, constructor y empresario ítaloargentino (f. 1968).

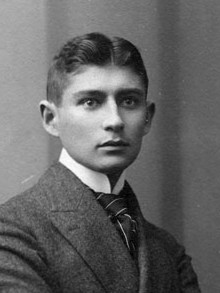
Franz Kafka.

- 1883: Franz Kafka, escritor checo (f. 1924).
- 1883: Atilio Narancio, político y dirigente del fútbol uruguayo (f. 1953).
- 1884: José Piqueras, político español (f. 1939).
- 1886: Harmodio Arias Madrid, político y presidente panameño (f. 1962).
- 1886: Raymond Spruance, almirante estadounidense (f. 1969).
- 1886: Elsie Maud Wakefield, botánica británica (f. 1972).
- 1887: Heliodoro Castillo, militar mexicano (f. 1917).
- 1887: Irineo Villarreal, militar mexicano (f. 1929).
- 1887: Hendrika Johanna van Leeuwen, física neerlandesa (f. 1974)

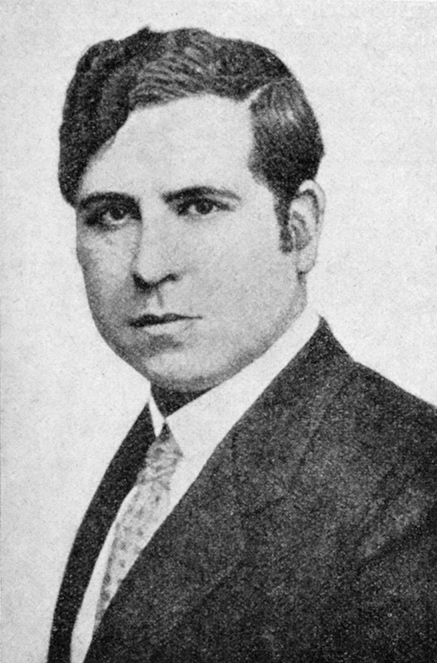
Ramón Gómez de la Serna.

- 1888: Ramón Gómez de la Serna, escritor español (f. 1963).
- 1889: Eduardo Abela, pintor cubano (f. 1965).
- 1889: Trifón Gómez, político y sindicalista español (f. 1955).
- 1890: Charles Grad, político, viajero y escritor francés (n. 1842).
- 1893: Gonzalo Vázquez Vela, político mexicano (f. 1963).
- 1896: Heliodoro Charis, militar mexicano (f. 1964).
- 1896: Raymond Spruance, almirante estadounidense (f. 1969).
- 1897: Jesse Douglas, matemático estadounidense (f. 1965).
- 1899: Ernst Fischer, filósofo, político y escritor bohemio-checo (f. 1972).
- 1899: Ludwig Guttmann, neurólogo británico (f. 1980).
- 1899: Heliodoro Hernández Loza, político y líder sindical mexicano (f. 1990).
- 1900: Alessandro Blasetti, cineasta italiano (f. 1987).
- 1900: Miguel Rostaing La Torre, futbolista peruano (f. 1983).
- 1900: Francisco Sarabia, aviador mexicano (f. 1939).
- 1901: Julio Martínez Oyanguren, guitarrista uruguayo (f. 1973).
- 1901: Ruth Crawford Seeger, compositora estadounidense (f. 1953).
- 1905: Clorinda Málaga de Prado, primera dama del Perú (f. 1993).
- 1906: Jack Earle, actor estadounidense (f. 1952).
- 1906: Alberto Lleras Camargo, periodista y político colombiano (f. 1990).

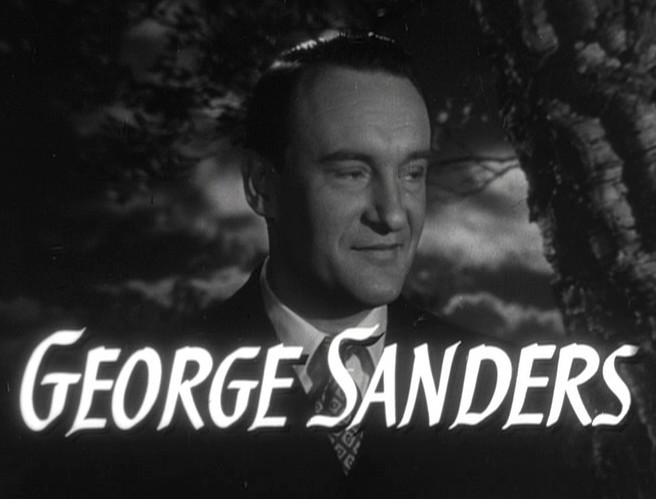
George Sanders.

- 1906: George Sanders, actor británico (f. 1972).
- 1908: Héctor Croxatto, científico chileno (f. 2010).
- 1913: Dorothy Kilgallen, periodista, actriz y escritora estadounidense (f. 1965).
- 1914: Antonio Colino López, ingeniero y académico español (f. 2008).
- 1914: Joaquín A. González, tenor y escultor mexicano (f. 1999).
- 1914: Joan Vinyoli, poeta español (f. 1984).
- 1914: Carl Scarborough, piloto estadounidense de automovilismo (f. 1953).
- 1915: Carlos García Cuervas, militar argentino (f. 1971).
- 1916: John Kundla, baloncestista estadounidense (f. 2017).
- 1917: João Saldanha, entrenador de fútbol brasileño (f. 1990).
- 1918: Benjamin C. Thompson, arquitecto estadounidense (f. 2002).
- 1919: Irajá Damiani Pinto, paleontólogo brasileño (f. 2014).
- 1919: Óscar Quiñones, pintor y escultor peruano (f. 1987).

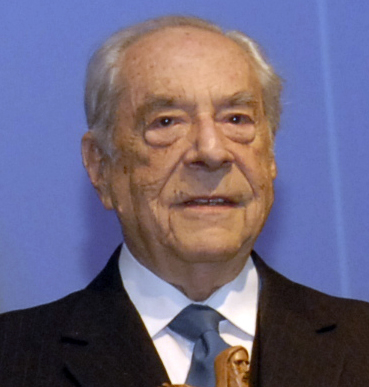
Gabriel Valdés.

- 1919: Gabriel Valdés, abogado y político chileno (f. 2011).
- 1920: Gaby, payaso español (f. 1995).
- 1920: Louise Allbritton, actriz estadounidense. (f. 1979).
- 1920: Julio Oyhanarte, abogado y político argentino (f. 1997).
- 1921: Jorge Boudon, actor y cómico chileno (f. 2007).
- 1921: Susan Peters, actriz estadounidense (f. 1952).
- 1922: Guillaume Cornelis van Beverloo, pintor belga (f. 2010).
- 1922: Gastón Pons Muzzo, químico peruano (f. 2004).
- 1922: Howie Schultz, baloncestista estadounidense (f. 2009).
- 1923: Margarita Alexandre, actriz y productora española (f. 2015)
- 1924: Amalia Aguilar, actriz cubana (f. 2021).
- 1924: Sellapan Ramanathan, político singapurés, presidente de Singapur entre 1999 y 2011 (f. 2016).
- 1924: Ángel Tavira, compositor y violinista mexicano (f. 2008).
- 1925: Néffer Kröger, musicóloga y concertista uruguaya (f. 1996).
- 1925: José Vento Ruiz, pintor español (f. 2005).
- 1926: Vladímir Bogomólov, escritor soviético (f. 2003).
- 1927: Juan Antonio Flores Santana, arzobispo dominicano (f. 2014).
- 1927: Balivada Kantha Rao, escritor telugú (f. 2000).
- 1927: Tim O'Connor, actor estadounidense (f. 2018).

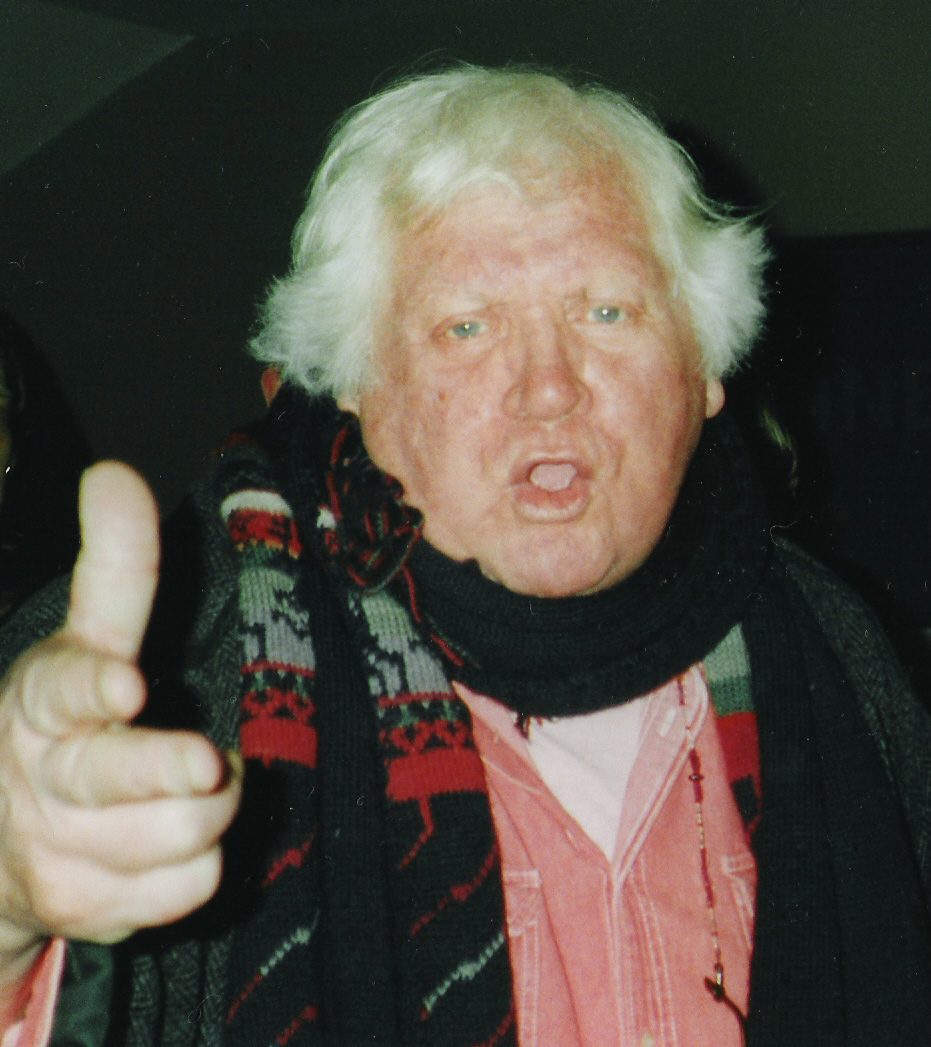
Ken Russell.

- 1927: Ken Russell, cineasta británico (f. 2011).
- 1928: Rafael Santa Cruz, torero peruano (f. 1991).
- 1930: Kinji Fukasaku, cineasta japonés (f. 2003).
- 1930: Carlos Kleiber, director de orquesta y músico alemán (f. 2004).
- 1930: Eloy Ybáñez Bueno, diplomático español.
- 1931: Luciano Comaschi, futbolista italiano (f. 2019).
- 1932: Richard Mellon Scaife, empresario estadounidense (f. 2014)
- 1932: Inés Moreno, actriz argentina de teatro (f. 2020).
- 1934:
  - Klaus von Beyme, politólogo alemán (f. 2021).
  - Ricardo Barrios Arrechea, médico y político argentino.

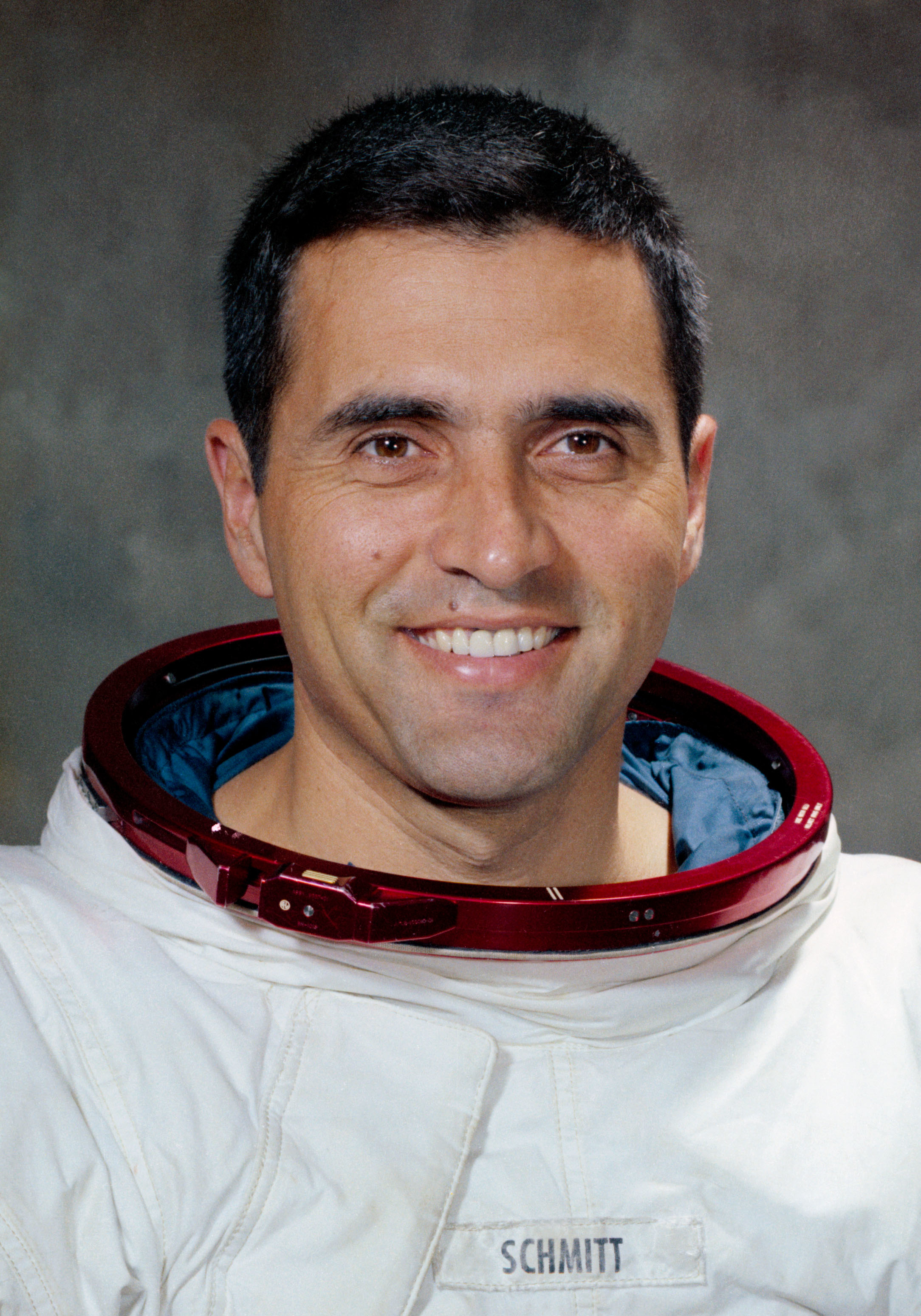
Harrison Schmitt.

- 1935: Harrison Schmitt, astronauta y político estadounidense.
- 1935: Cheo Feliciano, compositor y cantante puertorriqueño (f. 2014).
- 1935: José Antonio Morales Erlich, político salvadoreño (f. 2021).
- 1936: Luis Aranda, actor argentino (f. 2012).
- 1936: Jerónimo Saavedra, político español.

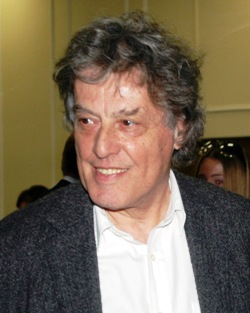
Tom Stoppard.

- 1937: Tom Stoppard, dramaturgo británico de origen checo.
- 1938: Horacio Aguirre, compositor argentino (f. 1992).
- 1938: Sjaak Swart, futbolista neerlandés.
- 1939: Brigitte Fassbaender, directora de orquesta y soprano alemana.
- 1939: László Kovács, político húngaro.
- 1939: Angelo Benedicto Sormani, futbolista brasileño.
- 1940: Lamar Alexander, político estadounidense.
- 1940: Fontella Bass, cantante y compositora estadounidense (f. 2012).
- 1940: Jerzy Buzek, político polaco.
- 1940: Peer Raben, compositor alemán (f. 2007).
- 1940: César Tovar, beisbolista venezolano (f. 1994).
- 1941: João Alves Filho, ingeniero y político brasileño (f. 2020).
- 1941: Liamine Zéroual, militar y político argentino.
- 1942: Didar Sandhu, músico hindú (f. 1991).
- 1942: Paco Stanley, conductor de televisión mexicano (f. 1999).
- 1943: Susana Alexander, actriz mexicana.
- 1943: Kurtwood Smith, actor estadounidense.
- 1943: Carlos Marincovich, piloto de automovilismo argentino (f. 2021).
- 1944: Silvio Caiozzi, cineasta chileno.
- 1944: Michel Polnareff, músico francés.
- 1945: Miguel Cestau, pelotari español.
- 1945: Gualberto García, músico español.
- 1945: Michael Martin, Baron Martin de Springburn, político británico (f. 2018).
- 1945: Saharon Shelah, matemático israelí.
- 1946: Alberto Breccia Guzzo, político uruguayo (f. 2014).
- 1946: John Klemmer, saxofonista y compositor estadounidense.
- 1946: Leszek Miller, político polaco.
- 1946: Carlos Alberto Riccelli, actor y cineasta brasileño.
- 1946: Bolo Yeung, actor hongkonés.
- 1947: Dave Barry, escritor estadounidense.
- 1947: Betty Buckley, actriz estadounidense.
- 1947: Rob Rensenbrink, futbolista neerlandés (f. 2020).
- 1947: Ernesto Bondy Reyes, escritor hondureño.
- 1948: Luis Martínez Noval, político español (f. 2013).
- 1948: Ken Mangroelal, escritor surinamés.
- 1949: Ignacio Almada Bay, historiador mexicano.
- 1949: Rodolfo Codina, almirante chileno.
- 1949: Masato Harada, actor y cineasta japonés.
- 1949: Luz Salgado, política peruana.
- 1949: Jan Smithers, actriz estadounidense.
- 1949: Bo Xilai, político chino.
- 1950: James Hahn, político estadounidense.
- 1951: Jean-Claude Duvalier, dictador y genocida haitiano (f. 2014).
- 1952: María Cardinal, actriz mexicana.
- 1952: Andy Fraser, cantante, compositor y bajista británico, de la banda John Mayall & the Bluesbreakers (f. 2015).
- 1952: Rohinton Mistry, escritor indio.
- 1952: Hugo Moraga, músico chileno.
- 1952: Laura Branigan, cantante estadounidense (f. 2004).
- 1953: Pep Munné, actor español.
- 1954: John Jaakke, directivo deportivo neerlandés.
- 1954: Susana Rotker, escritora y periodista venezolana (f. 2000).
- 1955: Bruce Altman, actor estadounidense.
- 1955: Walter Veltroni, político italiano.

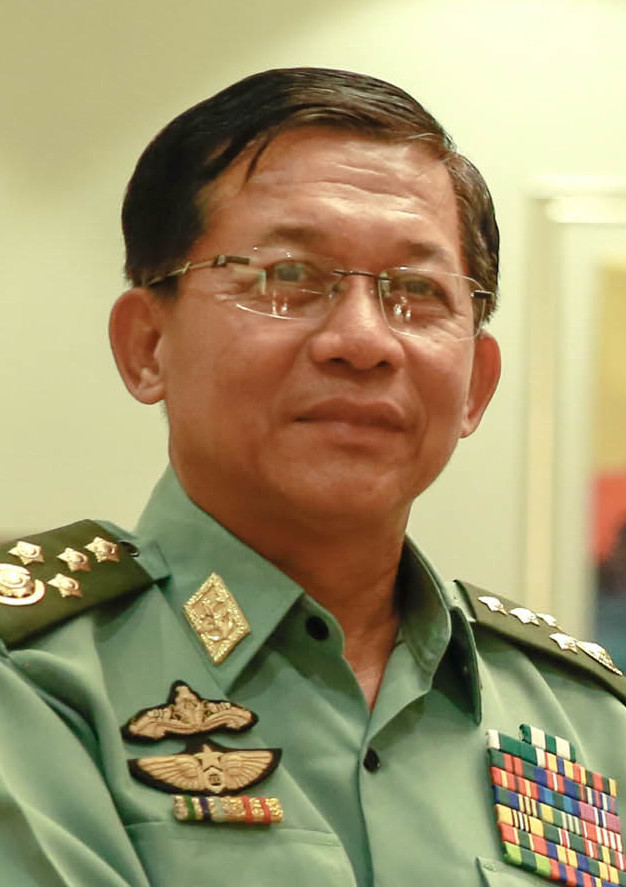
Min Aung Hlaing.

- 1956: Min Aung Hlaing, militar birmano, líder de Birmania desde 2021.
- 1957: Miguel del Sel, humorista y político argentino.

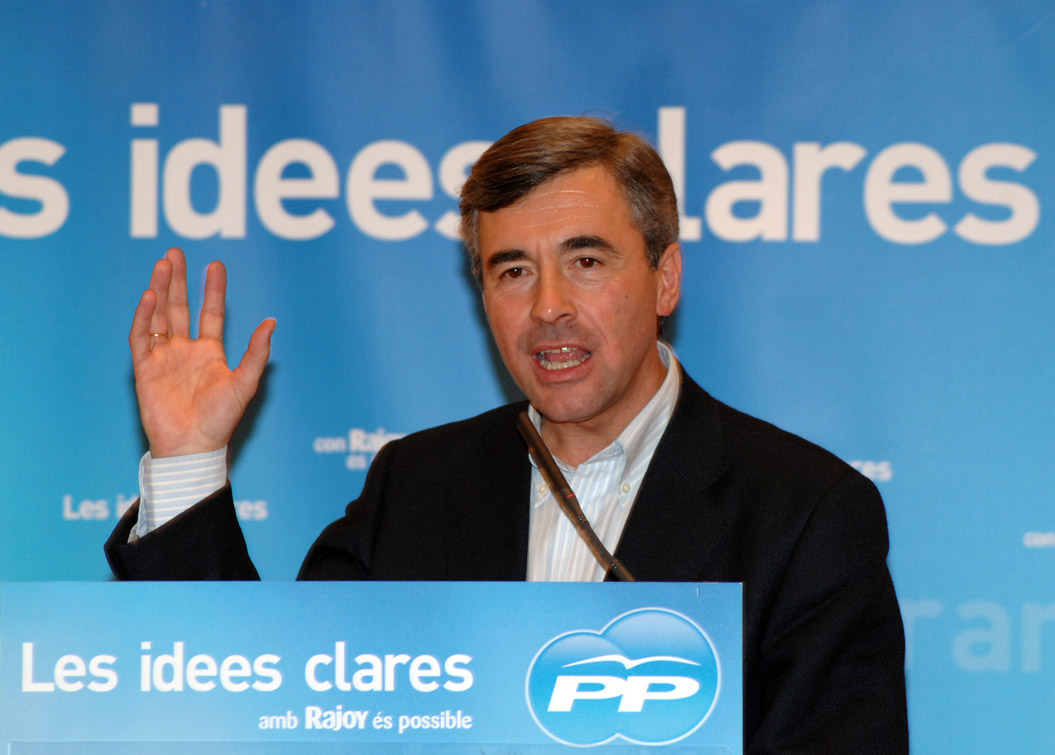
Ángel Acebes.

- 1958: Ángel Acebes, político español.
- 1958: Agustín Cuesta, baloncestista español.
- 1958: Juan Antonio Larrañaga, futbolista español.
- 1958: Rick Sánchez, presentador de televisión cubano-estadounidense.
- 1958: Aaron Tippin, cantante, compositor, guitarrista y productor estadounidense.
- 1959: José Baselga, médico español (f. 2021).
- 1959: Semilla Bucciarelli, bajista argentino, de la banda Patricio Rey y sus Redonditos de Ricota.
- 1959: Ian Maxtone-Graham, guionista y productor estadounidense.
- 1959: Andrés Albo Márquez, político mexicano.
- 1959: Stephen Pearcy, cantante estadounidense, de la banda Ratt.
- 1959: David Shore, guionista y productor canadiense.
- 1960: Vince Clarke, cantante, compositor y tecladista británico, de la banda Depeche Mode.
- 1960: Jorge Coke Contreras, futbolista chileno.
- 1960: Josu Erkoreka, político español.
- 1960: Perrine Pelen, esquiadora francesa.
- 1960: Ricardo Perdomo, futbolista y entrenador uruguayo.
- 1961: José Antonio Sobrino, físico español.

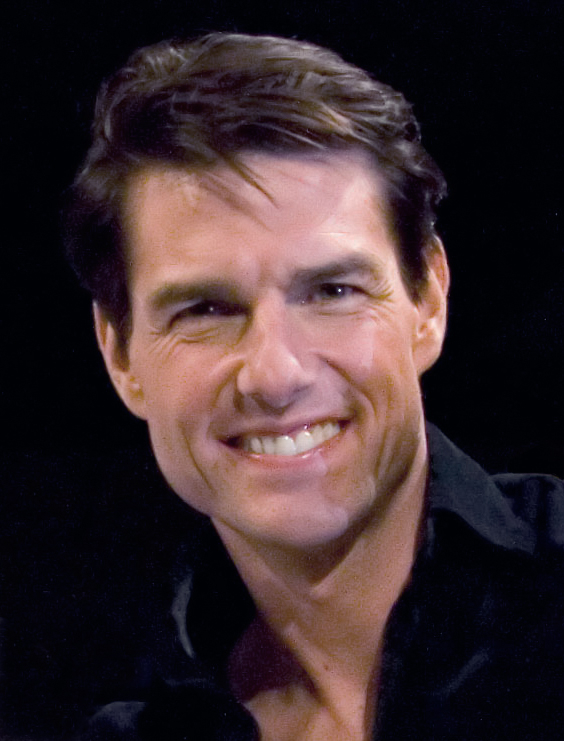
Tom Cruise.

- 1962: Tom Cruise, actor estadounidense.
- 1962: Thomas Gibson, actor estadounidense.
- 1963: Tracey Emin, pintor y fotógrafo británico.
- 1964: Mario Pergolini, conductor y productor de radio y televisión argentino.
- 1964: Tom Curren, surfista estadounidense.
- 1964: Yeardley Smith, actriz de voz, cantante y productora estadounidense.
- 1964: Joanne Harris, escritora británica.
- 1964: Toshiharu Sakurai, seiyū japonés.
- 1965: Tommy Flanagan, actor escocés.
- 1965: Shinya Hashimoto, luchador japonés (f. 2005).

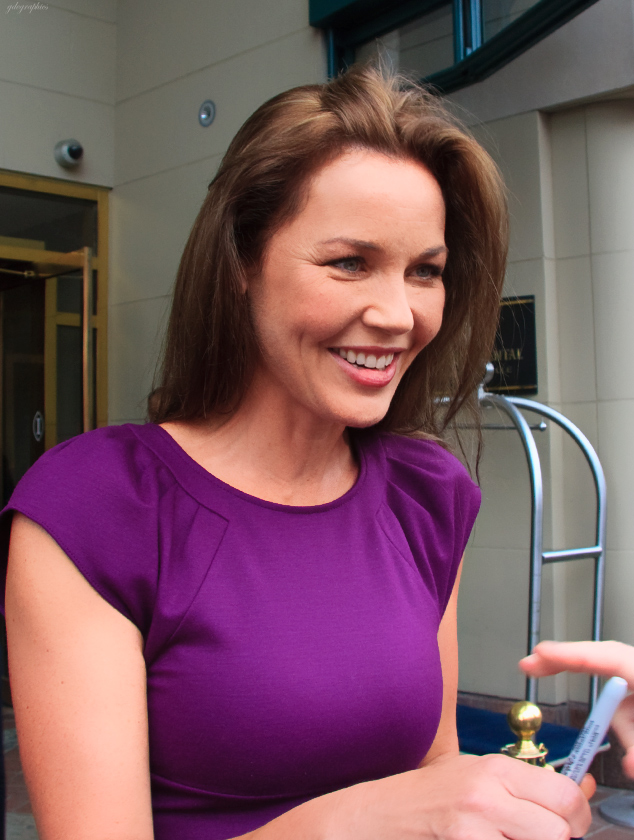
Connie Nielsen.

- 1965: Connie Nielsen, actriz danesa.
- 1966: Guillermo Castellanos, piloto argentino (f. 2007).
- 1966: Moisés Alou, beisbolista dominicano.
- 1966: Pablo Domínguez Prieto, sacerdote y teólogo español (f. 2009).
- 1967: Vladan Alanović, baloncestista croata.
- 1967: Henry Ariel López Báez, futbolista uruguayo.
- 1967: David Macpherson, tenista australiano.
- 1967: Sebastián Monk, músico, profesor de música y compositor folclórico argentino (f. 2011).
- 1968: Ramush Haradinaj, político y militar kosovar.
- 1968: José Manuel Villegas, político español.
- 1969: Gedeon Burkhard, actor alemán.
- 1969: Shawnee Smith, actriz estadounidense.
- 1970: Serhiy Honchar, ciclista ucraniano.
- 1970: David Plaza, ciclista español.
- 1970: Teemu Selänne, jugador finlandés de hockey sobre hielo.
- 1970: Yūko Nagashima, seiyū japonesa.
- 1970: Audra McDonald, actriz estadounidense.
- 1971: Claudia Acuña, cantante chilena.

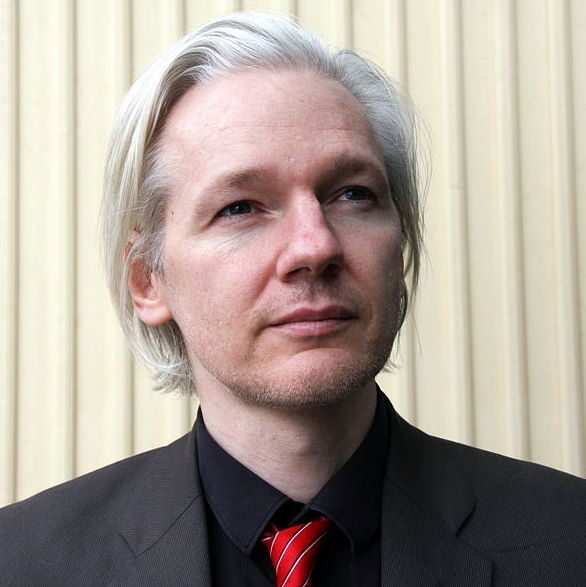
Julian Assange.

- 1971: Julian Assange, portavoz y editor del sitio web WikiLeaks.
- 1973: Jorge Andrés Martínez Boero, piloto de motociclismo (f. 2012).
- 1973: Aquiles Machado, tenor venezolano.
- 1973: Ólafur Stefánsson, jugador islandés de balonmano.
- 1973: Fyodor Tuvin, futbolista ruso (f. 2013).

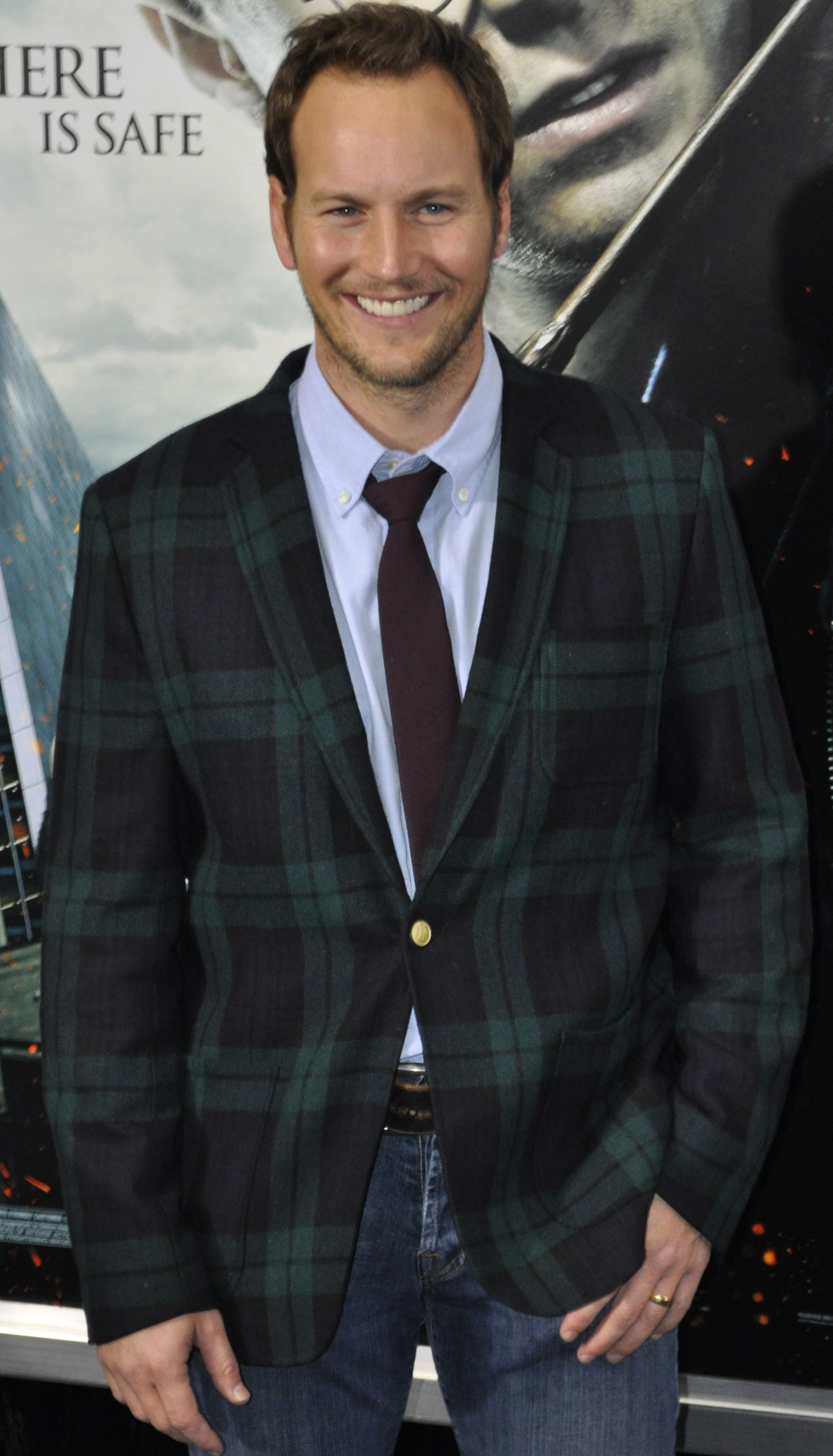
Patrick Wilson.

- 1973: Patrick Wilson, actor y cantante estadounidense.
- 1974: Jamie Feick, baloncestista estadounidense.
- 1974: Kenneth Jonassen, jugador danés de bádminton.
- 1974: Susana Córdoba, actriz española.
- 1975: Jane Allsop, actriz australiana.
- 1975: José Miguel Foncea, batería chileno, de la banda Lucybell.
- 1975: Johnny Swinger, luchador estadounidense.
- 1976: Andrea Barber, actriz estadounidense.
- 1976: Wanderlei Silva, artista marcial brasileño.
- 1976: Hiroki Tsurumoto, compositor japonés.
- 1978: Pablo Galdo, pianista español.
- 1978: Kim Kirchen, ciclista luxemburgués.
- 1978: Jesse Leach, músico estadounidense, de la banda Killswitch Engage.
- 1978: Mizuki Noguchi, atleta japonés.
- 1979: Berta Collado, presentadora y reportera española.
- 1979: Sotirios Kyrgiakos, futbolista griego.
- 1979: Ludivine Sagnier, actriz francesa.
- 1979: Desi Slava, cantante y actriz búlgara.
- 1980: Jenny Jones, esquiadora británica.
- 1980: Olivia Munn, actriz estadounidense.
- 1980: Boštjan Nachbar, baloncestista esloveno.
- 1980: Roland Schoeman, nadador surafricano.
- 1980: Jorge Suquet, actor español.
- 1980: Keiji Suzuki, yudoca japonés.
- 1981: Inés Arrimadas, abogada y política española.
- 1981: Brandon Jay McLaren, actor canadiense.
- 1981: Aoi Tada, cantante y seiyū japonesa.
- 1982: Takashi Yoshida, luchador japonés.
- 1983: Edder Pérez, futbolista venezolano.
- 1983: Paty Sirvent, cantante mexicana, de la banda Jeans.
- 1983: Edinson Vólquez, beisbolista dominicano.
- 1984: Michael Agazzi, futbolista italiano.
- 1984: Churandy Martina, atleta neerlandés curazaleño.
- 1984: Nicolas Roche, ciclista irlandés.
- 1984: Corey Sevier, actor y productor canadiense.
- 1984: Fernando Vega Torres, futbolista español.
- 1985: Yulianna Avdeeva, pianista rusa.
- 1985: Tom De Sutter, futbolista belga.
- 1986: Valeri Borchin, atleta ruso.
- 1986: Sascha Dum, futbolista alemán.
- 1986: Marquinho (Marco Antônio de Mattos Filho), futbolista brasileño.
- 1986: Oscar Ustari, futbolista argentino.
- 1986: Ola Toivonen, futbolista sueco.
- 1987: Rodolfo Cota, futbolista mexicano.
- 1987: Guido Milán, futbolista argentino.

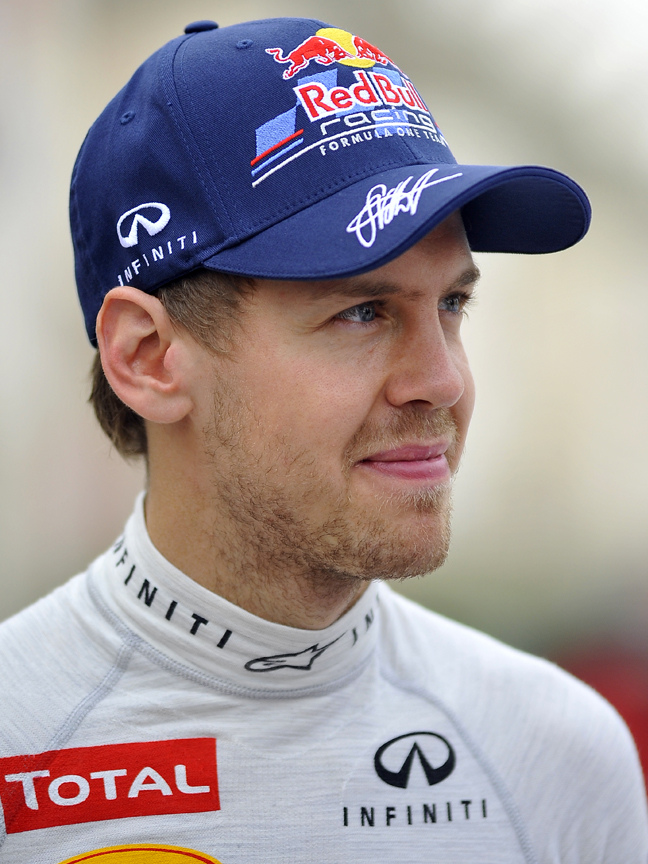
Sebastian Vettel.

- 1987: Sebastian Vettel, piloto alemán de Fórmula 1.
- 1988: Thomas Heurtaux, futbolista francés.
- 1988: Winston Reid, futbolista neozelandés-danés.
- 1988: James Troisi, futbolista australiano.
- 1989: Iván Bolado, futbolista ecuatoguineano.
- 1989: Elle King, cantante, compositora y actriz estadounidense.
- 1990: Fabio Aru, ciclista italiano.
- 1990: Carly Lauren, modelo estadounidense.
- 1990: Lucas Mendes, futbolista brasileño.
- 1991: Diego de Buen, futbolista mexicano.
- 1991: Anastasía Pavliuchénkova, tenista rusa.
- 1991: Cassandra Sánchez-Navarro, actriz de teatro, cine y televisión.
- 1992: Nathalia Ramos, actriz y cantante hispanoestadounidense.
- 1992: Molly Sandén, cantante sueca.
- 1994: Chris Jones, jugador estadounidense de fútbol americano.
- 1996: Georgios Papagiannis, baloncestista griego.

## Fallecimientos
- 72: Tomás, apóstol de Jesús (n. s I).
- 283: Anatolio de Laodicea, obispo de Laodicea (n. s III).
- 458: Anatolio de Constantinopla, Patriarca de Constantinopla entre 449 y 458 (n. ¿?).
- 683: León II, papa de la Iglesia católica entre 682 y 683 (n. ca. 611).
- 1118: Raimundo Gayrard, noble y santo francés (n. ¿?).
- 1503: Pierre d'Aubusson, noble y cardenal francés (n. 1423).
- 1528: Floriano Ferramola, pintor italiano (n. 1480).
- 1543: Juan Rodríguez Cabrillo, marino y explorador portugués (n. 1500).

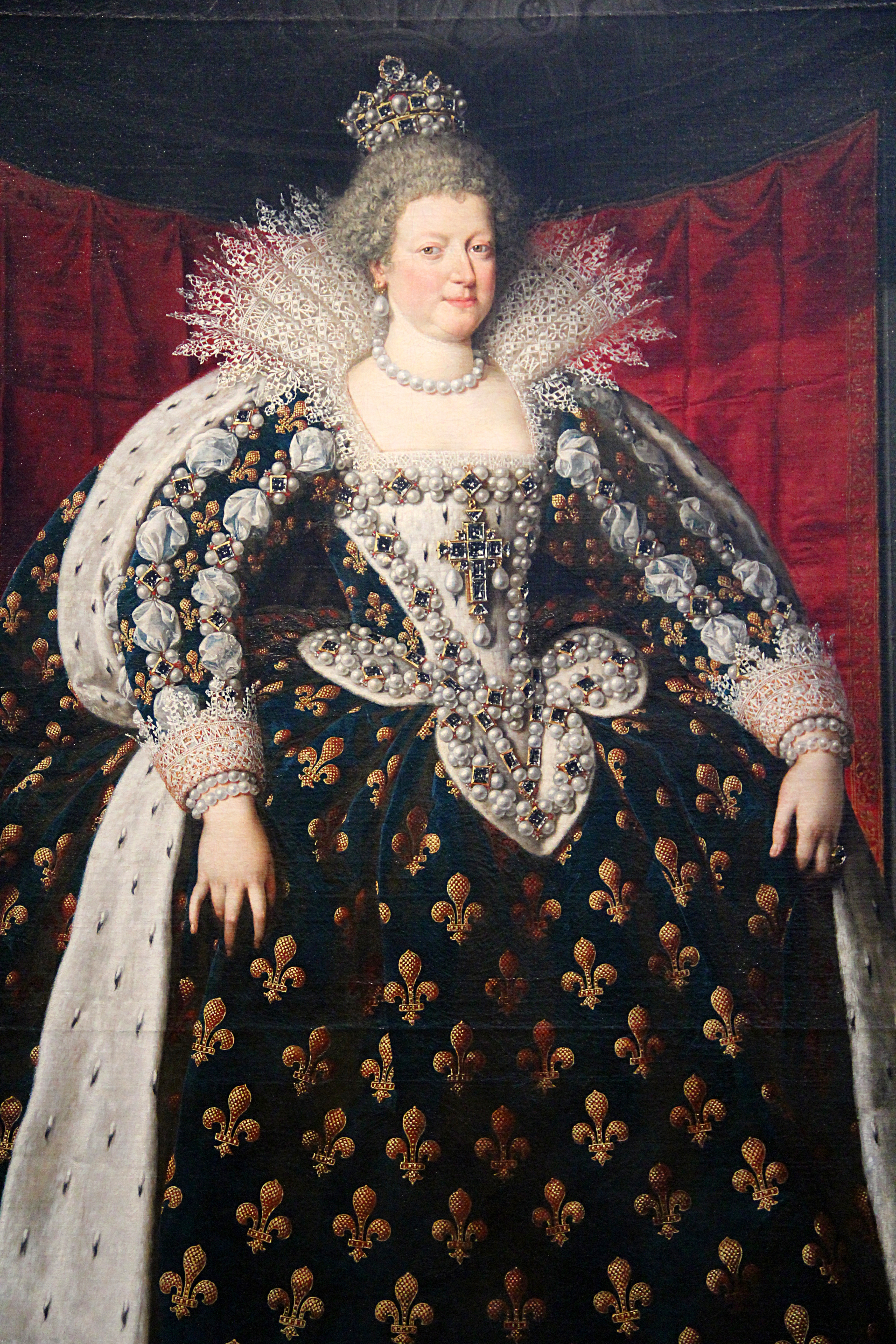
María de Médici.

- 1642: María de Médici, monarca francesa (n. 1575).
- 1672: Francis Willughby, ornitólogo británico (n. 1635).
- 1726: Galeazzo Marescotti, cardenal italiano (n. 1627).
- 1749: William Jones, matemático galés (n. 1675).
- 1778: Anna Maria Mozart, madre del compositor austriaco Wolfgang Amadeus Mozart (n. 1720).
- 1782: Esteban Terreros, filólogo español (n. 1707).
- 1788: François Jacquier, matemático francés (n. 1711).
- 1790: Jean-Baptiste Romé de l'Isle, minerólogo francés (n. 1736).
- 1792: Fernando de Brunswick, mariscal prusiano (n. 1721).
- 1795: Antonio de Ulloa, militar, explorador y astrónomo español (n. 1716).
- 1799: Pedro García de la Huerta, sacerdote e historiador del arte español (n. 1748).
- 1831: John Hayes, marino y explorador británico (n. 1768).
- 1832: Manuel Mier y Terán, militar mexicano (n. 1789).
- 1858: Aleksandr Ivánov, pintor ruso (n. 1806).

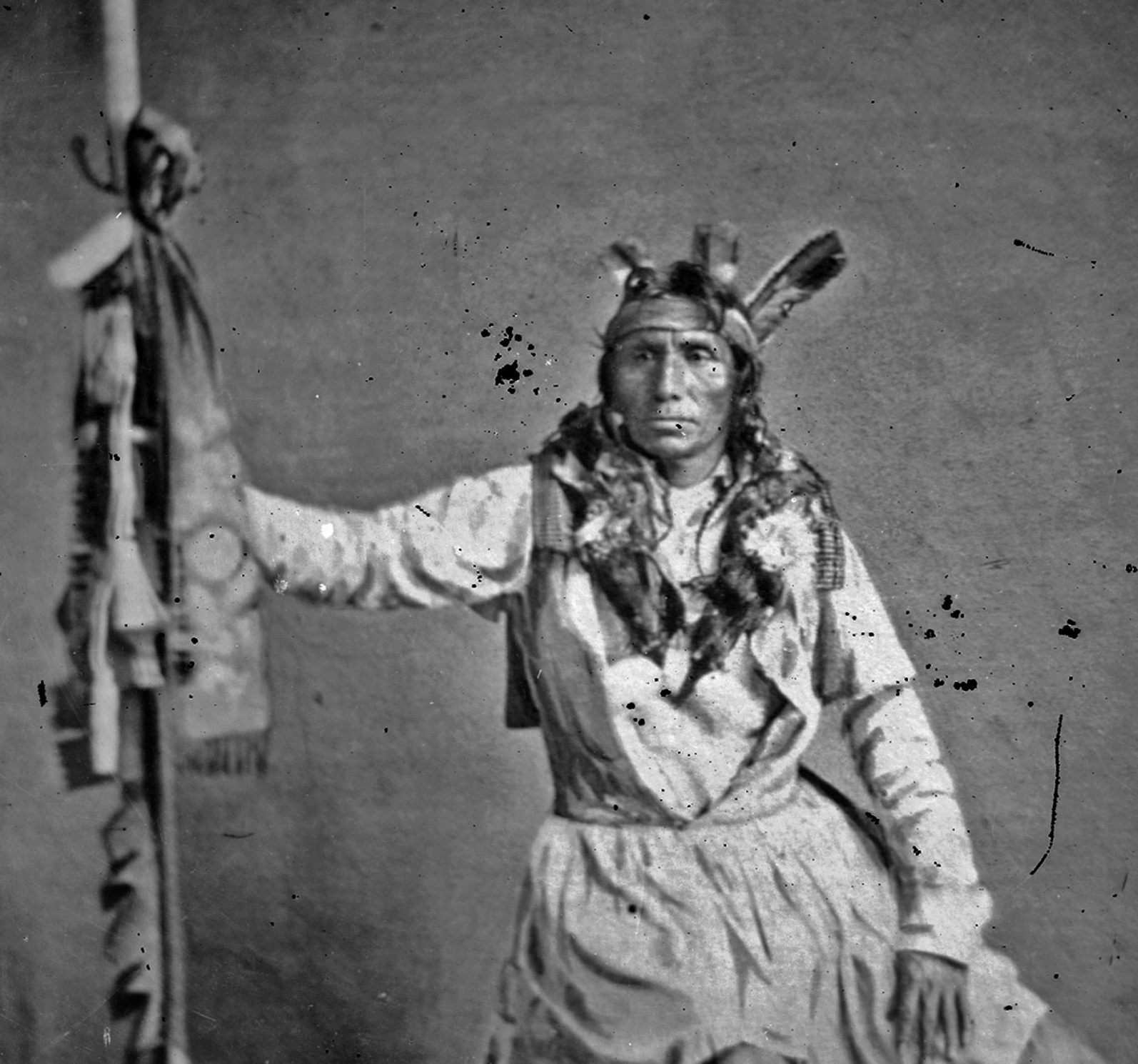
Pequeño Cuervo.

- 1863: Pequeño Cuervo, líder tribal estadounidense (n. 1810).
- 1863: Alexander Henry Rhind, abogado, historiador, geólogo y arqueólogo escocés (n. 1833).
- 1867: Domingo Elías, político y presidente peruano (n. 1805).
- 1874: Franz Bendel, compositor y pianista bohemio (n. 1833).
- 1874: Vicente del Castillo, político argentino (n. 1807).
- 1882: Benjamin Nottingham Webster, dramaturgo y actor británico (n. 1797).
- 1884: Candelario Obeso, escritor colombiano (n. 1849).
- 1898: Francisco de Cárdenas Espejo, político español (n. 1817).
- 1898: Juan Bautista Lazaga Garay, marino y militar español (n. 1845).

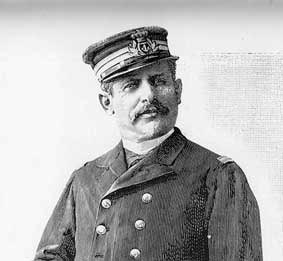
Fernando Villaamil.

- 1898: Fernando Villaamil, marino español (n. 1845).
- 1899: Matías Ovalle, político chileno (n. 1822).
- 1904: Theodor Herzl, periodista austríaco (n. 1860).
- 1904: Theodor Herzl, periodista y dramaturgo austriaco (n. 1860).
- 1904: Édouard Beaupré, gigante y hombre fuerte canadiense (n. 1881).
- 1906: Ambroise Baudry, arquitecto francés (n. 1838).
- 1908: Joaquina Cabrera, mujer guatemalteca, madre del dictador Manuel Estrada Cabrera (n. 1836).
- 1908: Joel Chandler Harris, periodista y escritor estadounidense (n. 1845).
- 1908: Nikolái Ignátiev, político ruso (n. 1832).
- 1911: Salvador Calderón y Arana, geólogo, botánico y zoólogo español (n. 1851).
- 1916: Hetty Green, banquera estadounidense (n. 1834).

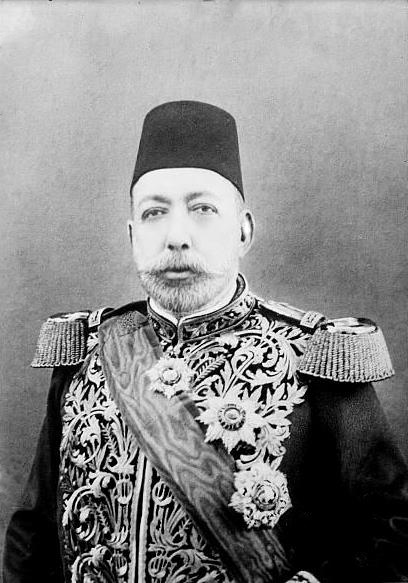
Mehmed V.

- 1918: Mehmed V, sultán otomano (n. 1844).
- 1918: Wilhelm Reinhardt, militar y aviador alemán (n. 1891).
- 1918: Benjamin R. Tillman, político estadounidense (n. 1847).
- 1921: James Mitchell, lanzador estadounidense (n. 1864).
- 1928: Emilio R. Coni, médico argentino (n. 1855).
- 1929: Aristeo Pedroza, sacerdote mexicano (n. ¿?).
- 1933: Jacinto Álvarez, político argentino (n. 1857).
- 1933: Hipólito Yrigoyen, político argentino, presidente entre 1916 y 1922, y entre 1928 y 1930 (n. 1852).
- 1934: Antoon Jozef Witteryck, editor belga (n. 1865).
- 1934: Enrique Vladimiro de Mecklemburgo-Schwerin, aristócrata neerlandés (n. 1876).

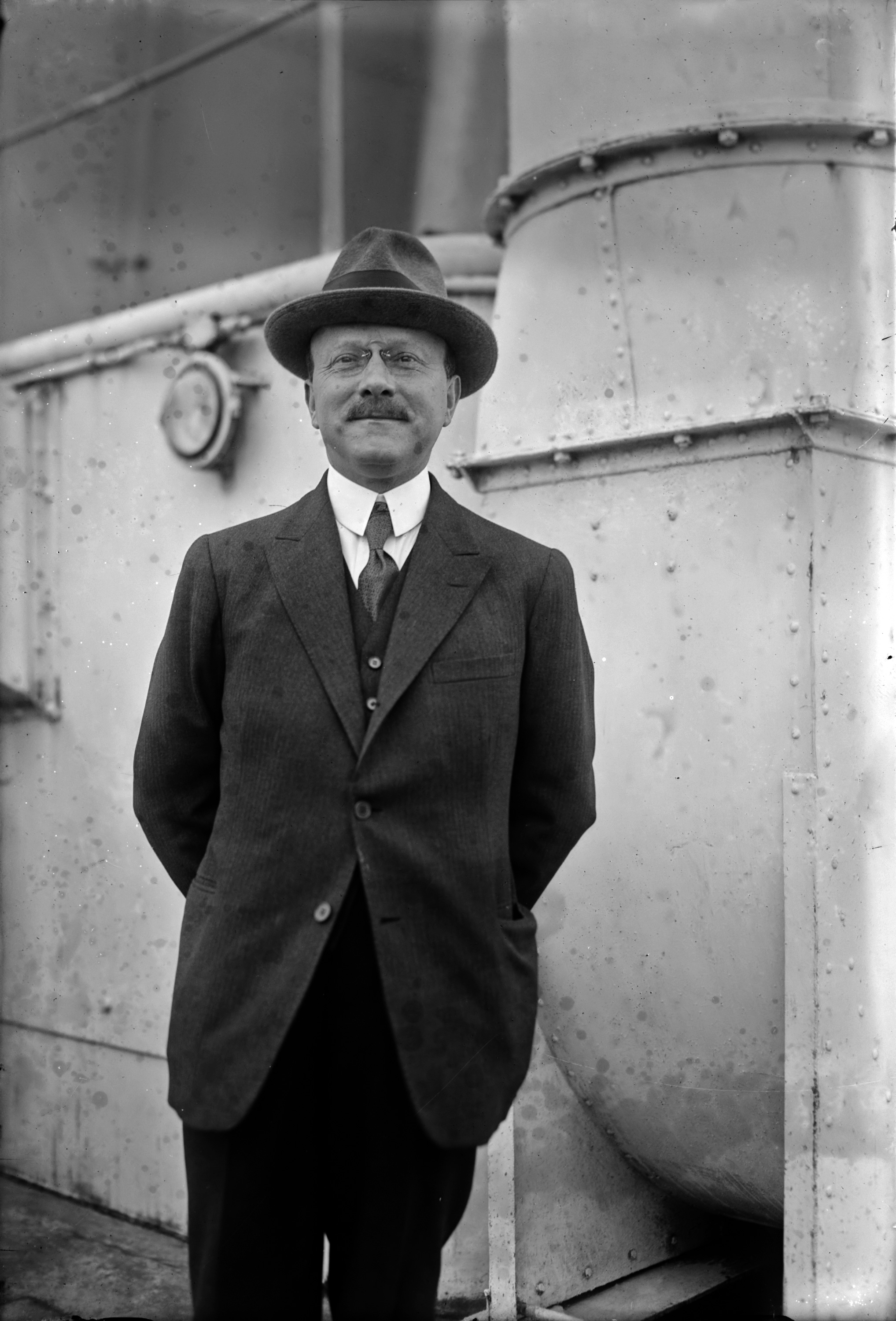
André Citroën.

- 1935: André Citroën, ingeniero francés (n. 1878).
- 1939: José Elguero, escritor y periodista mexicano (n. 1885).
- 1939: Juan José Gárate, pintor español (n. 1870).
- 1941: Guillermo Ascanio, militar español (n. 1907).
- 1942: Noah Adamia, francotirador soviético (n. 1917)
- 1944: Arthur Henry Reginald Buller, micólogo y botánico anglo-canadiense (n. 1874).
- 1946: Francesc Ferriol i Carreras, arquitecto español (n. 1871).
- 1948: Taliaferro Clark, médico estadounidense, creador del experimento Tuskegee (n. 1867).
- 1953: Gaston Rebry, ciclista belga (n. 1905).
- 1957: Adolfo Dolf Luque, beisbolista cubano (n. 1890).
- 1958: Juan Max Boettner, médico paraguayo (n. 1889).
- 1960: Noël Bas, gimnasta francés (n. 1877).
- 1963: Francisco Moreno Zuleta, político español (n. 1880).
- 1966: Deems Taylor, compositor estadounidense (n. 1885).
- 1969: Raúl Benito Castillo, político argentino (n. 1912).
- 1969: Brian Jones, músico británico, fundador y primer guitarrista de la banda The Rolling Stones (n. 1942).
- 1969: Joaquín Planell Riera, militar y político español (n. 1891).
- 1971: Joaquín Meade, historiador mexicano (n. 1896).

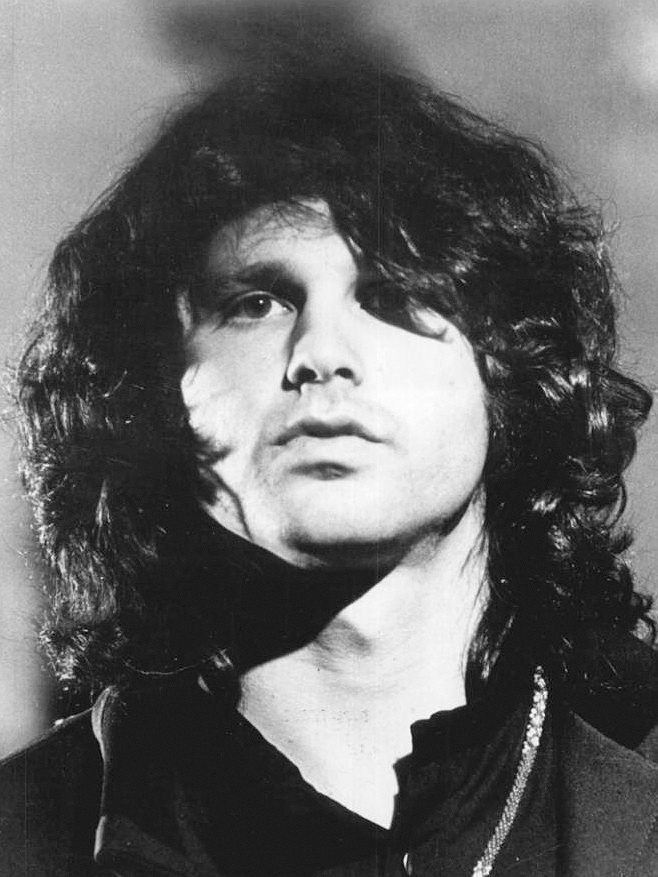
Jim Morrison.

- 1971: Jim Morrison, cantante estadounidense, de la banda The Doors (n. 1943).
- 1972: Fred McDowell, cantante y guitarrista de blues estadounidense (n. 1904).
- 1972: Jack Whittingham, guionista y dramaturgo británico (n. 1910).
- 1973: Karel Ančerl, director de orquesta y músico checo (n. 1908).
- 1973: Laurens Hammond, inventor estadounidense (n. 1895).
- 1974: Rafael Garza Gutiérrez, futbolista mexicano (n. 1902).
- 1978: James Daly, actor estadounidense (n. 1918).
- 1978: Fernando López Arias, político mexicano (n. 1905).
- 1978: Leopoldo Rother, arquitecto alemán (n. 1894).
- 1978: Eduardo Yepes, escultor uruguayo (n. 1910).
- 1979: Louis Durey, compositor francés (n. 1888).
- 1980: Rafael Galván, político mexicano (n. 1919).
- 1981: Ross Martin, actor polaco-estadounidense (n. 1920).
- 1981: Antonio Modesto Quirasco, político mexicano (n. 1904).
- 1982: Ricardo Joaquín Durand, político argentino (n. 1916).
- 1982: Vittorio Mosele, futbolista y entrenador italiano (n. 1912).
- 1985: Rodolfo José Ghioldi, político argentino (n. 1897).
- 1985: Nelson Leigh, actor estadounidense (n. 1905).
- 1986: Rudy Vallée, saxofonista y cantante estadounidense (n. 1901).
- 1987: Enrique Castells Capurro, pintor y escultor uruguayo (n. 1913).
- 1987: Viola Dana, actriz estadounidense (n. 1897).
- 1988: Agustín Segura, pintor español (n. 1900).
- 1989: Francisco R. Almada, político e investigador mexicano (n. 1896).
- 1989: Jim Backus, actor estadounidense (n. 1913).
- 1990: Max Bulla, ciclista austríaco (n. 1905).
- 1990: José Castillo Tielemans, político mexicano (n. 1911).

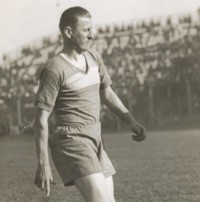
Domingo Tarasconi.

- 1991: Domingo Tarasconi, futbolista argentino (n. 1903).
- 1992: Arnold Belkin, artista mexicano (n. 1930).
- 1993: Curly Joe DeRita, actor y cómico estadounidense (n. 1909).
- 1993: Jorge Carpio Nicolle, político guatemalteco (n. 1932).
- 1994: Lew Hoad, tenista australiano (n. 1934).
- 1995: Charley Eckman, árbitro y entrenador de baloncesto estadounidense (n. 1921).
- 1995: Pancho Gonzales, tenista estadounidense (n. 1928).
- 1996: Juan Arnoldo Smitmans López, político chileno (n. 1912).
- 1997: Eduardo Blanco Fernández, político español (n. 1897).
- 1997: Amado Carrillo Fuentes, narcotraficante mexicano (n. 1956).
- 1998: Liudas Jakavičius, músico y empresario teatral lituano (n. 1910).
- 1999: Mark Sandman, cantante, compositor, guitarrista y productor estadounidense (n. 1952).
- 2000: Enric Miralles, arquitecto español (n. 1955).
- 2001: Mordecai Richler, cineasta y escritor canadiense (n. 1931).
- 2004: Alberto Barajas Celis, matemático y físico mexicano (n. 1913).

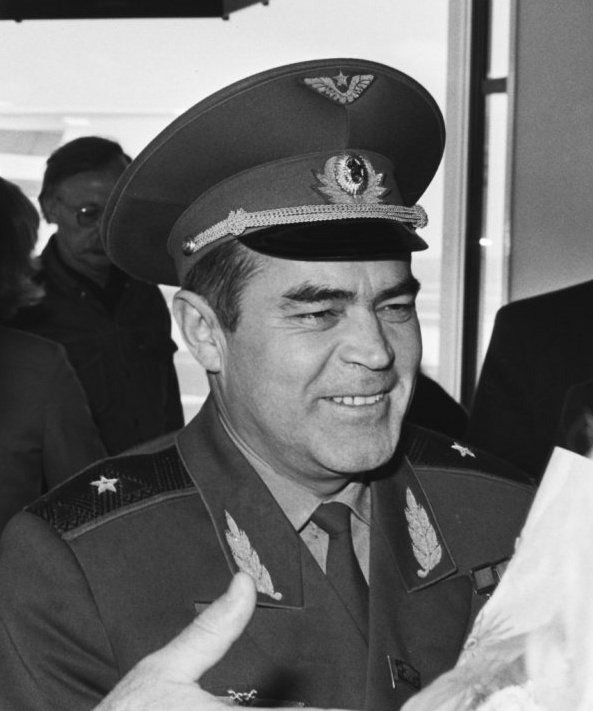
Andrián Nikoláyev.

- 2004: Andrián Nikoláyev, militar y astronauta soviético (n. 1929).
- 2005: Xavier Fabra, piloto de motociclismo francés (n. 1960).
- 2005: Alberto Lattuada, cineasta italiano (n. 1914).
- 2005: Pierre Michelot, bajista francés (n. 1928).

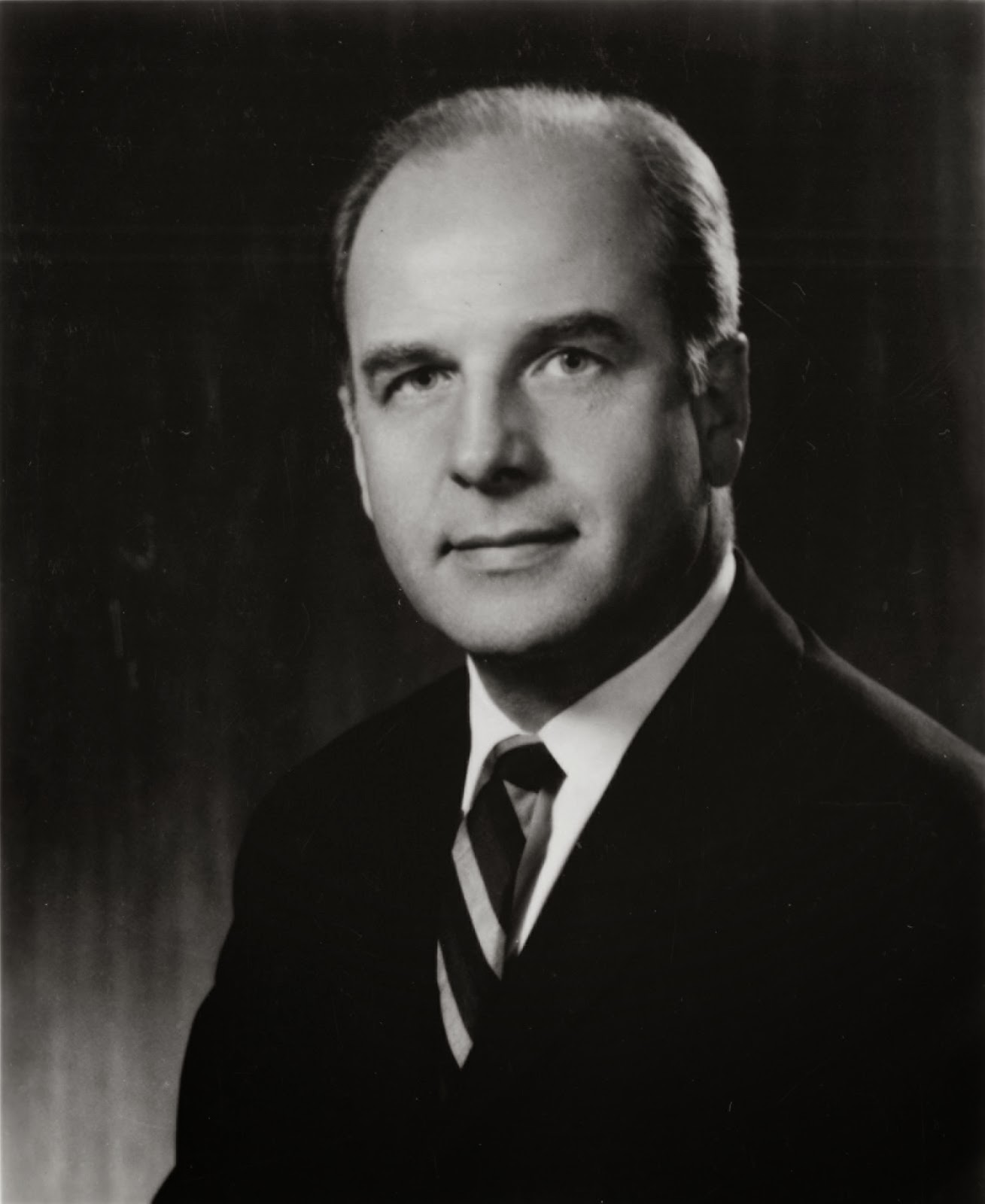
Gaylord Nelson.

- 2005: Gaylord Nelson, político estadounidense (n. 1916).
- 2006: José Pedro Díaz, ensayista, docente y narrador uruguayo (n. 1921).
- 2006: Lorraine Hunt Lieberson, soprano estadounidense (n. 1954).
- 2006: Luis García Pardo, arquitecto uruguayo (n. 1910).
- 2006: Benjamin Hendrickson, actor estadounidense (n. 1950).
- 2006: Ismail Shammout, pintor palestino (n. 1930).
- 2007: Claude Pompidou, primera dama francesa (n. 1912).
- 2007: Paolo Salvatore, cantante italiano (n. 1940).
- 2008: Larry Harmon, payaso estadounidense (n. 1925).
- 2009: Jorge Enrique Adoum, poeta ecuatoriano (n. 1926).
- 2009: María Asunción Català Poch, matemática y astrónoma española (n. 1925).
- 2009: John Keel, periodista y escritor estadounidense (n. 1930).
- 2010: Carlo Aymonino, arquitecto e historiador italiano (n. 1926).
- 2010: Herbert Erhardt, futbolista alemán (n. 1930).
- 2011: Fernando José Areán, futbolista y entrenador argentino (n. 1942).
- 2011: Marzenka Novak, actriz, cantante y escritora argentina (n. 1946).
- 2012: Adolfo Álvarez, aviador militar argentino (n. 1919).
- 2012: Andy Griffith, actor y cantante estadounidense (n. 1926).
- 2012: Sergio Pininfarina, diseñador de automóviles italiano (n. 1926).
- 2013: Roman Bengez, futbolista esloveno (n. 1964).
- 2013: Maria Pasquinelli, docente y asesina italiana (n. 1913).
- 2013: Radu Vasile, político rumano (n. 1942).
- 2013: Snoo Wilson, dramaturgo y guionista británico (n. 1948).
- 2014: Volkmar Gross, alemán futbolista (n. 1948).
- 2014: Rafael Martínez-Simancas, periodista y escritor español (n. 1961).
- 2015: Diana Douglas, actriz bermudiana-estadounidense (n. 1923).
- 2015: Jhonathan Flórez, paracaidista colombiano (n. 1983).
- 2015: Boyd K. Packer, educador y líder religioso estadounidense (n. 1924).
- 2016: Noel Neill, actriz estadounidense (n. 1920).
- 2017: José Luis Cuevas, pintor e ilustrador mexicano (n. 1931).
- 2020: Earl Cameron, actor británico (n. 1917).
- 2022: Robert F. Curl, químico estadounidense, premio nobel de química en 1996 (n. 1933).
- 2023: Léon Gautier, militar francés (n. 1922).
- 2025: Diogo Jota, futbolista portugués (n. 1996).
- 2025: André Silva, futbolista portugués (n. 2000).
- 2025: David Mabuza, político sudafricano (n. 1960).
- 2025: Michael Madsen, actor estadounidense (n. 1957).

## Celebraciones
- Día Internacional Libre de Bolsas de plástico.[4]

- Día Internacional del Síndrome de Rubinstein-Taybi.[5]

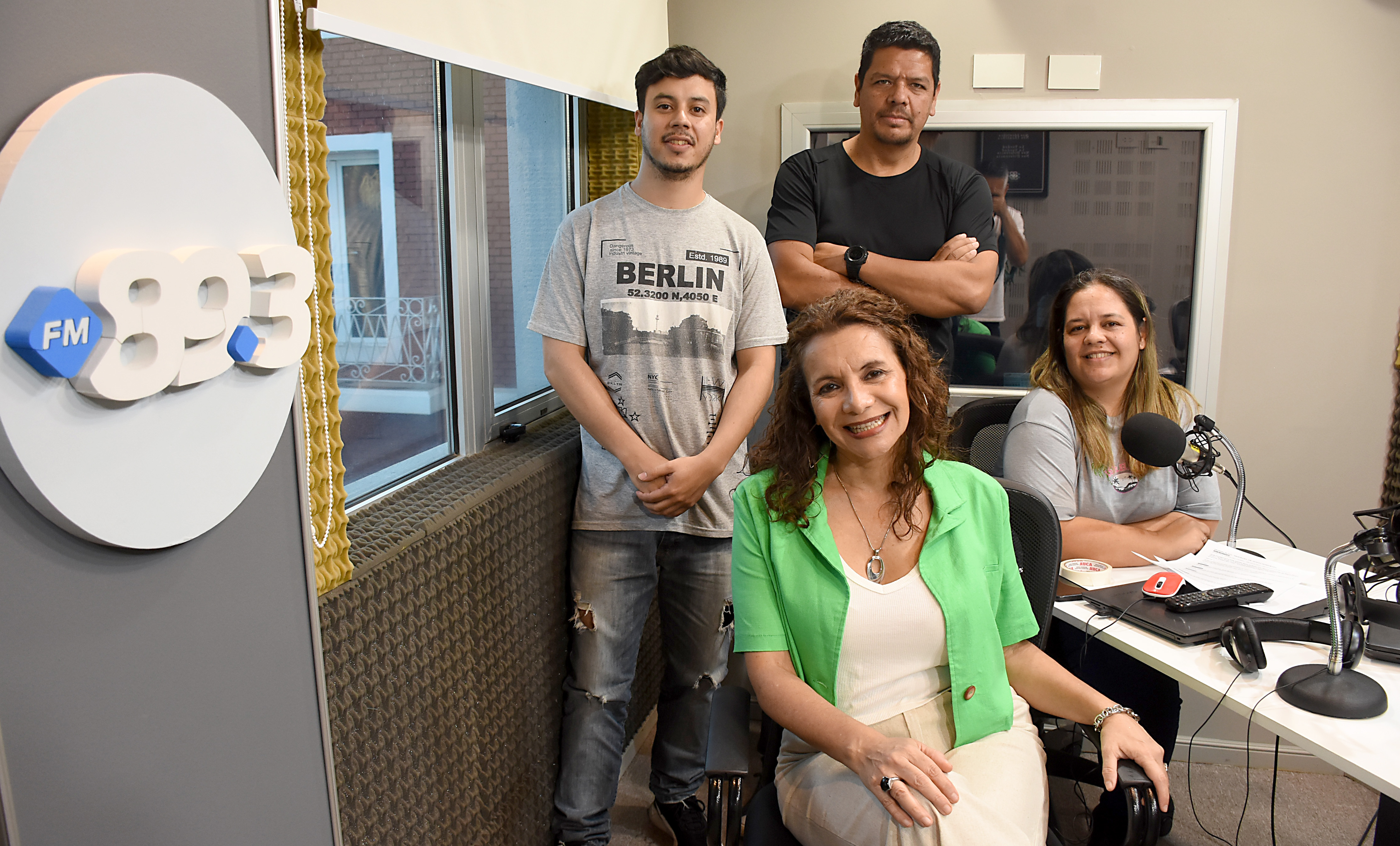
Día del Locutor en Argentina.

 Por países
(Por orden alfabético)
- Argentina:
  - Día del Locutor.[6]
En conmemoración de la fecha de 1943 en la que se fundó la Sociedad Argentina de Locutores (S.A.L.).
  - Día del Bioingeniero.[7]
Se conmemora la primera colación de ocho bioingenieros en 1992 en la Universidad Nacional de Entre Ríos (UNER), en Oro Verde.
  - Día del Dirigente de Empresa.[8]
El 3 de julio de 1946, Federico M. Clerici fundó la primera Asociación de Dirigentes de Ventas y Comercialización en Buenos Aires, cuya finalidad era brindar capacitación a los dirigentes de empresas y sus colaboradores.

- Bielorrusia:  
  - Día de la Independencia.[9]

- Colombia:  
  - Día del Economista.[10]
En honor al nacimiento de Pedro Fermín de Vargas en 1762, considerado el primer economista del país. Fue discípulo de José Celestino Mutis y amigo de Antonio Nariño, y desempeñó importantes cargos públicos relacionados con hacienda y economía.

- Estados Unidos:
  - Día Libre de Bolsas de Plástico.[11]
(en inglés: Plastic Bag Free Day ).
  - Día de comer frijoles.[12]
(en inglés: National Eat Your Beans Day).
    -  Islas Vírgenes de los Estados Unidos: 
      - Día de la Emancipación.

- México:
  - Día del Bolillo con Crema.[13]
También conocido como "Torta de Albañil", o "Torta de Resistol". Especialmente en Aguascalientes. Esta festividad rinde homenaje a este platillo tradicional que consiste en un bolillo relleno de crema.

### Santoral católico

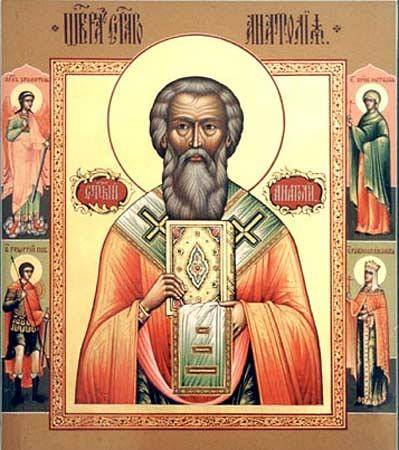
San Anatolio de Constantinopla.

Celebración del día: Santo Tomás (apóstol),patrono de jueces, arquitectos y teólogos.
- San Anatolio de Constantinopla.[15](imagen ilustrativa).
- San Anatolio de Laodicea.[15]
- San Dato de Rávena.
- San Felipe Phan Van Minh.[15]
- San Geldunio, (abad).[15]
- San Heliodoro de Altino.[15]
- San Ireneo de Chiusi.[15]
- San José Nguyen Dình Uyên.[15]
- San León II (papa).[15]
- San Marcos de Mesia.[15]
- San Memnón de Bizia.[15]
- San Muciano de Mesia.[15]
- Santa Mustiola de Chiusi.[15]
- San Raimundo Gayrard.[15]
- Beata María Ana Mogas Fontcuberta.[15]